# Volkswagen
Volkswagen (вимова: укр. Фольксваґн, переклад: «народний автомобіль»; також скорочено VW) — німецька автобудівна фірма та відповідна марка або бренд; головна та основоположна серед декількох інших, які належать концерну Volkswagen AG.
Створена в 1930-х роках ХХ століття як автобудівник для «простого народу». Протягом своєї історії завдяки політиці керівництва, надійності та якості компанія стала світовим і європейським лідером в галузі масового автомобілебудування. У XXI столітті Фольксваген за випуском продукції сперечається за перше місце в світі з Toyota та General Motors. За якістю та технологічним поступом в галузі «автомобілів для народу» Фольксваген своїми окремими моделями посягає на ринок авто преміум-класу та класу «люкс».

## Історія

### Заснування та перші роки
17 січня 1934 року колишній шеф-конструктор австрійської фірми Daimler-Motoren-Gesellschaft Фердинанд Порше залишив в Імперському міністерстві транспорту свою доповідну записку «Меморандум щодо побудови німецького народного автомобіля» (нім. «Exposé betreffend den Bau eines Deutschen Volkswagens»). І вже 22 червня того ж року Імперська спілка автомобільної промисловості видала йому замовлення на конструювання легкового автомобіля «для народу». Перший прототип автомобіля під умовною назвою V 1 (від нім. Versuchswagen— випробувальний автомобіль) був зібраний в приватному гаражі Фердинанда Порше під Штутгартом у 1935 році. Було збудовано ще два екземпляри, які отримали загальну назву V 3.
Не обійшлось без плагіату. Фердінанд Порше ретельно збирав інформацію про вже існуючі або новітні моделі інших автоконструкторів і тому його прототип дуже нагадував дизайнерську розробку 1925 року австрійського автоконструктора Бела Барені, а також основні риси моделі 1933 року Tatra 97, яка вже мала назву «Жук» (нім. Maikäfer).

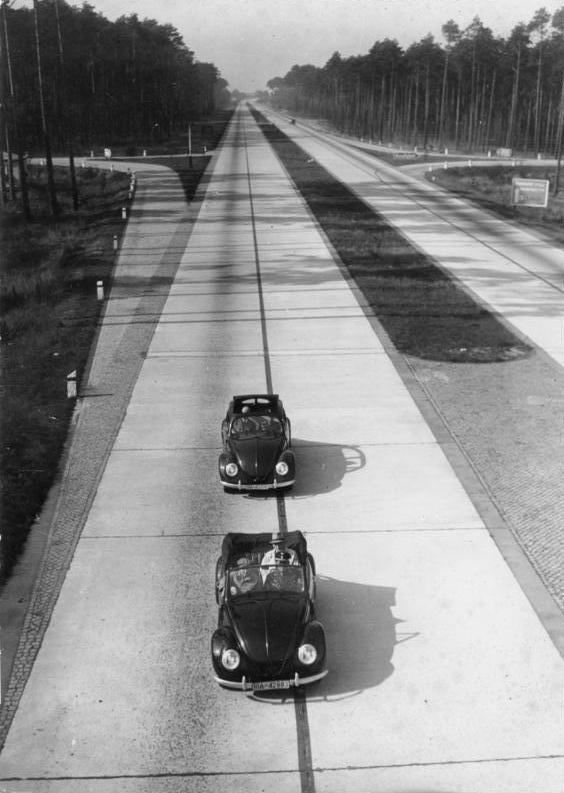
Автомобілі KdF Wagen на шосе, 1943

Невдовзі Порше зібрав невеличку серію з 30 екземплярів, які отримали індекс V 30. В лютому 1937 один із зразків протестував особисто Гітлер і лишився дуже задоволеним. Тоді ж моделі була дана офіційна назва «KdF-Wagen» (нім. «Kraft durch Freude Wagen» — «Автомобіль Сила через радість»). Після дворічних випробувань, за час яких прототипи пробігли понад 2,4 млн кілометрів, 1937 року модель V 30 було запущено у серійне виробництво. До 1938 автомобіль здобув знайомий кільком поколінням зовнішній вигляд. Volkswagen відразу оцінили конструктори, інженери та водії. Про нього заговорили, з'явилися численні публікації, 1938 року в статті в «New York Times» Volkswagen вперше за зовнішню схожість назвали «жуком» (англ. «Beetle», нім. «Käfer»). Пізніше це прізвисько настільки прижилося, що стало власною назвою моделі.
Для виробництва «народного автомобіля» 26 травня 1938 в місті Вольфсбурзі розпочалося будівництво найбільшого європейського автозаводу Volkswagen. Але війна, що насувалася, перешкодила налагодити випуск цього автомобіля. Їх було виготовлено всього дюжину.

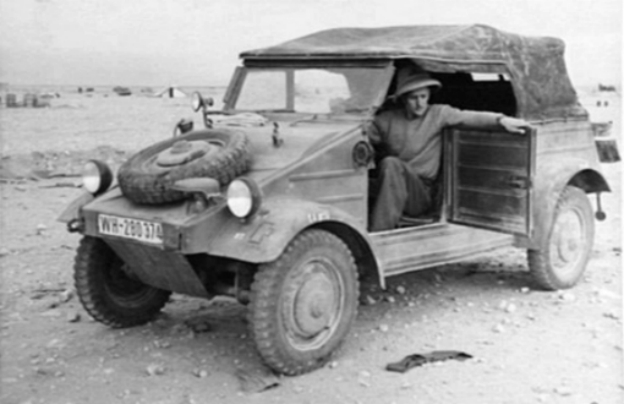
Volswagen Typ 82 у 1941 році

Під час Другої світової війни будівництво заводу Volkswagen було припинено, а недобудований завод перепрофільовано на виробництво військової продукції. Випускався військовий автомобіль підвищеної прохідності VW Typ 82.

### Після Другої світової війни (1940-ві та 1950-ті рр.)
Після закінчення війни підприємство потрапило під контроль англійців, у зоні окупації яких перебував Вольфсбург. Восени 1945 англійська влада передала заводу замовлення на 20 тисяч автомобілів. Але серійне виробництво автомобіля в його первинній модифікації почалося майже через десять років. 1947 року Volkswagen було виставлено на експортному ярмарку в Ганновері і він привернув до себе значну увагу. Завод одержав перше закордонне замовлення з Нідерландів на тисячу автомобілів, а 1948 почали надходити замовлення зі Швейцарії, Бельгії, Швеції та інших країн.
У січні 1948 змінилося керівництво Volkswagen, його генеральним директором став Генріх Нордхофф, представник нового покоління німецьких технократів. Оновлене керівництво складалося з дипломованих інженерів, що мали досвід роботи на міжнародних автозаводах і вміли нестандартно мислити. З їх приходом автомобілі було вдосконалено і модернізовано. 1949 року почали випускати моделі з новими типами кузова — кабріолет і лімузин. Устаткування салону в серійному виробництві стало комфортабельнішим, встановлювався частково синхронізований двигун.
Було налагоджено мережу автосервісу і технічних станцій з обслуговування автомобілів. Постійно провадилася робота із західними клієнтами. Volkswagen створив могутню мережу збуту автомобілів.
Експорт автомобіля, що здобув світову популярність, до кінця 1948 склав близько 50 тисяч машин, на внутрішньому ринку було продано близько 15 тисяч.
До того часу завод звільнився від союзницького контролю англійців, і 6 вересня 1949 Volkswagen було повністю передано Федеративній Республіці Німеччина.
Почався новий етап розвитку заводу, який перш за все було відзначено інтенсивним розвитком виробництва і збільшенням збуту.
До 1950 було випущено 100 тисяч автомобілів, до 1951 — 500 тисяч машин, а 5 серпня 1955 відбулася урочиста церемонія з нагоди випуску мільйонного Volkswagen. Девізом того часу в житті німців стає популярна фраза, пов'язана з Volkswagen, — «Це член моєї сім'ї».

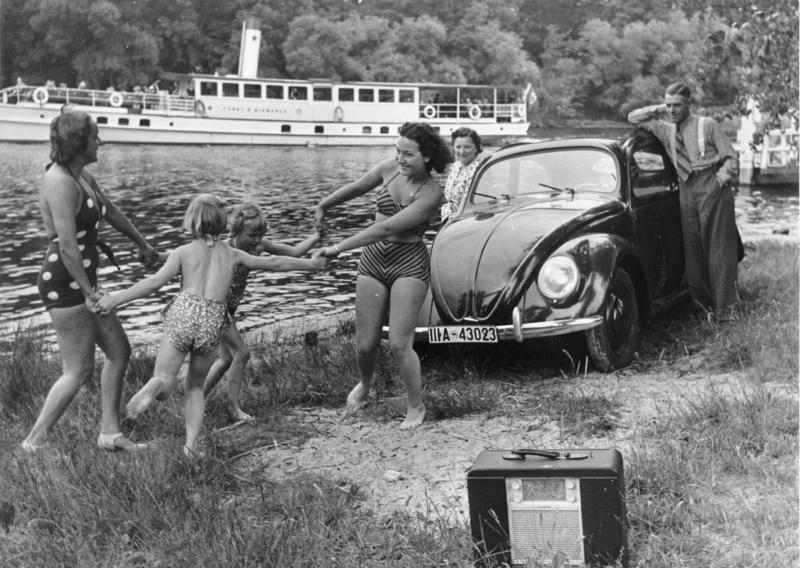
Сім'я відпочиває біля річки. Поряд з ними знаходиться Volkswagen «Жук». 1939

Перевірена роками надійність і доступна ціна машини підсилили експортні можливості автомобіля. Volkswagen продається у 150-ти країнах світу. З'являються дочірні фірми за кордоном — 1953 року в Бразилії, 1956 — в ПАР, 1957 — в Австралії, 1964 — в Мексиці (з 1968 року тут випускається «Жук», що став справжнім хітом у голлівудських зірок) та інших країнах.
Першою модифікацією стандартного Volkswagen-1200 1955 року стало спортивне купе Karmann-Ghia, марка якого була складена з назв фірм, що створили його: кузов проектувала італійська компанія «Ghia», а збирався він на німецькій кузовній фірмі «Karmann» в Оснабрюці. 1961 року програма поповнилася новим Volkswagen-1500 з кузовом седан і двигуном збільшеного робочого об'єму, на базі якого випускалися чергові виконання купе і кабріолета Karmann-Ghia.
1965 року Volkswagen викупив у компанії «Даймлер-Бенц» фірму Audi, створивши концерн Volkswagen-Audi, відомий під абревіатурою VAG. Пізніше до нього увійшли іспанська фірма SEAT і чеські заводи «Шкода» (Śkoda). Наразі «Audi AG» — дочірня компанія концерну «Volkswagen», якій надано часткову самостійність.
Перший продукт після об'єднання 1968 року став VW-411 з двигуном повітряного охолоджування робочим об'ємом 1679 см³. Покупці сприйняли модель вельми стримано. 1969 року, після приєднання фірми NSU, з'явився перший Volkswagen з приводом на передні колеса, що одержав індекс «К-70». Його можна було придбати з двигунами робочим об'ємом 1594 або 1795 см³. У 1969—1975 роках у співпраці з фірмою Porsche випускалися спортивні автомобілі «Volkswagen-Porsche-914» з 4- і 6-циліндровими двигунами об'ємом 1679 і 1991 см³. 1970 року з'явився VW-181 з утилітарним відкритим кузовом, що нагадував армійські машини часів війни. Його розвитком 1979 року став легкий повнопривідний армійський автомобіль VW lltis.

### Початок нового покоління (1970-ті та 1980-ті рр)
Засновником нового покоління Volkswagen вважають передньопривідний Passat, випущеного у 1973 року. Його пропонували в численних варіантах із двигунами робочим об'ємом від 1297 до 1588 см³. Наступного року з'явився спортивний Scirocco з 3-дверним кузовом купе і моторами об'ємом від 1093 до 1588 см³., а також компактний 3- та 5-дверний хетчбек Golf. За перші 30 місяців випуску з конвейєра зійшло 1 мільйон машин Golf, перетворивши Volkswagen на одного з найбільших виробників автомобілів у Європі. 1979 року з'явився кабріолет Golf, попит на який був незмінно високим.
Модель Golf I, що з'явилася 1974 року, виявилася найвдалішою: сучасна, економічна, надійна, саме така модель могла розворушити міжнародний ринок. Golf ознаменував собою новий етап конкуренції у виробництві класу компактних автомобілів, які стали майже офіційно називатися «класом» гольфу. Якщо за час розробки нових моделей у 1973—1974 збитки концерну перевищили 800 мільйонів німецьких марок, то вже 1975 року за рахунок великого попиту на ці моделі вдалося повернути всі витрати. Всього через 3 роки після запуску Golf I було вироблено мільйонний автомобіль цієї марки. 1983 року побачив зелене світло Golf II, а вісім років опісля (1991) дебютував Golf III, який, як і попередні моделі, підтримав високу репутацію Golf. За двадцять три роки від початку випуску було вироблено 17 мільйонів Golf трьох поколінь. У 1995—1996 Golf III лідирував за кількістю продаж у Європі. 1997 року відбувся дебют нового Golf IV, лише в перші дні якого надійшло понад 60 тисяч замовлень.
На початку 1975 року було представлено «молодшого брата» Golf — тридверний передньопривідний Polo, аналогічний за конструкцією автомобілю Audi-50, що пропонувався з двигунами робочим об'ємом 895—1272 см³. Недорогий і практичний Polo також став дуже популярним і зміцнив фінансовий стан Volkswagen. На базі Polo пропонувався трьохоб'ємний варіант з кузовом седан Derby.
З 1980 року на базі Golf вироблялась модель Jetta з кузовом седан. 1992 року її було замінено аналогічною машиною (вже на шасі Golf третього покоління), названою Vento.
1981 року Passat і Scirocco було модернізовано, а через рік на базі Passat з'явився седан Santana, який вперше було оснащено 5-циліндровим бензиновим двигуном робочим об'ємом 1994 см³.

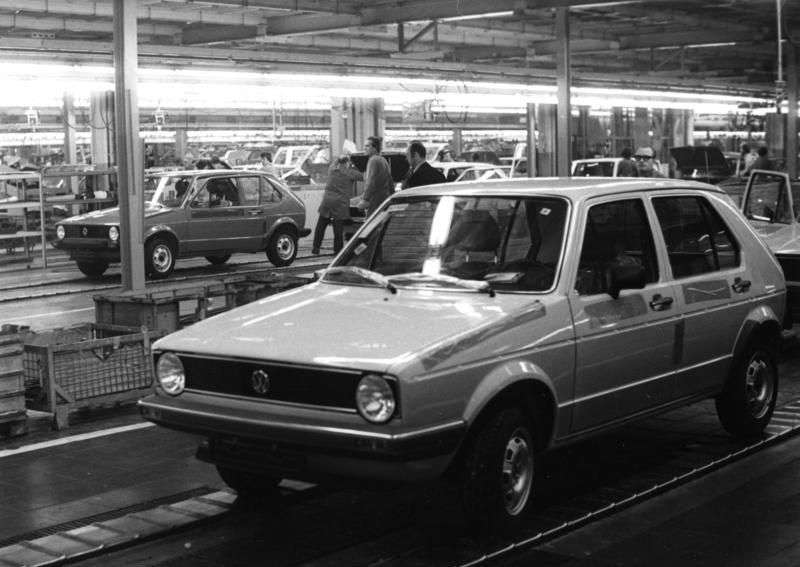
Виробництво Volkswagen Golf на заводі у Вольфсбурзі. 1978 рік.
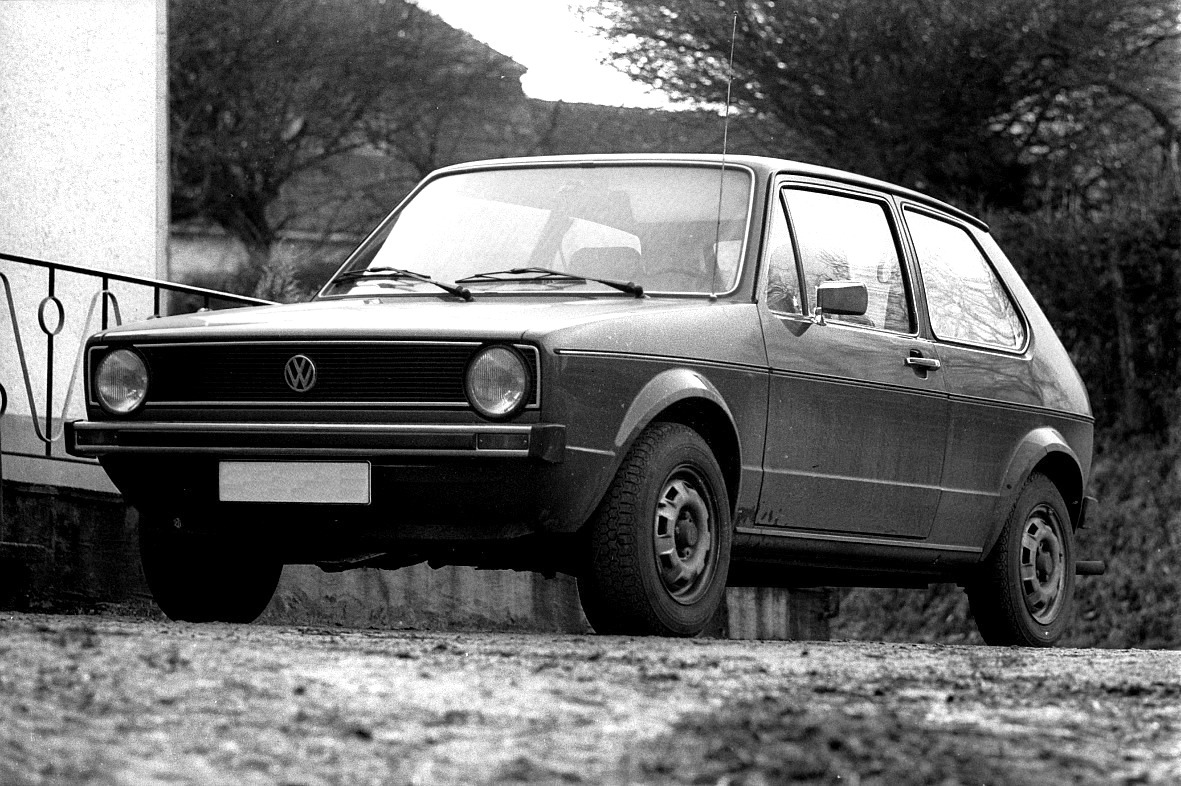
Автомобіль Volkswagen Golf I, 1975 рік.
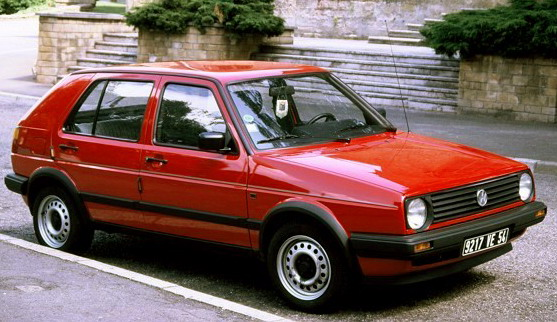
Автомобіль Volkswagen Golf II у Франції. 1978 рік.
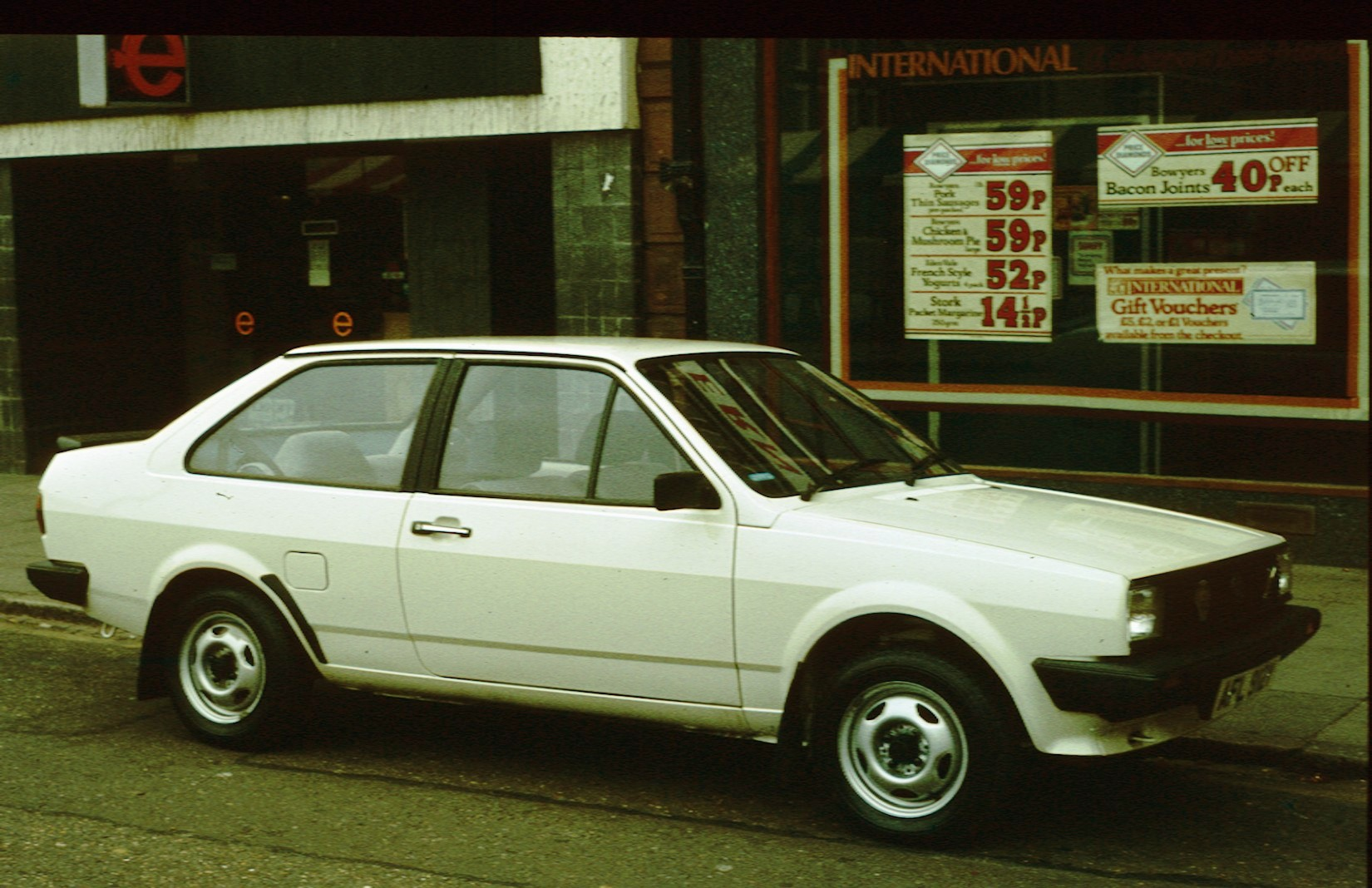
Volkswagen Derby у Кембриджі, Англія. 1983 рік.

### Сучасність

#### 1990-ті роки
В період компанія 1988—1995 років збирала єдине в програмі 3-дверне купе Corrado, наступника Scirocco.
Моделі Variant з кузовом універсал і кабріолет на шасі машин третього покоління випускаються з 1993 року. Дві моделі Variant Syncro з 2,0- і 2,9-літровими моторами мають повноприводні шасі.
Компактна модель Polo третього покоління виробляється з 1994 року. Кузови 3- і 5-дверний хетчбек, седан Polo Classic і 5-дверний універсал Variant. Двигуни бензинові і дизельні 4-циліндрові робочим об'ємом 1,0-1,9 л потужністю 50-101 к.с.
Комфортабельне сімейство Vento першого покоління в цей час було обладнано 4- і 6-циліндровими моторами (1,6-2,8 л) потужністю 75-174 к.с.
Універсал підвищеної місткості Sharan виробляється з 1995 року на 5-7 місць, на передньо- і повнопривідному шасі. Потужність бензинових і дизельних двигунів робочим об'ємом 1,9-2,8 л в межах 90-174 к.с.
Сімейство моделей Passat п'ятого покоління було показано 1996 року. На відміну від попередніх машин, що випускалися з 1988 року, їх знову уніфіковано з однотипними Audi моделей «А4» і «А6». Це дозволило застосувати потужніші і сучасні силові агрегати Audi поздовжнього розташування. Моделі Passat виробляються лише з кузовами седан і 5-дверний універсал Variant і їх оснащено 4-, 5- і 6-циліндровими бензиновими і дизельними моторами (1,6-2,8 л) потужністю 90-193 к.с. Декілька моделей Variant в комплектації Syncro мають повноприводні шасі.
1999 випущено модель комфортабельного седана BORA, що замінила модель Vento. На ринку США вона відома як Jetta.
Декілька підприємств Volkswagen у Бразилії, Мексиці, Аргентині і Китаї виготовляють низку моделей, що істотно відрізняються від європейської продукції. Серед них моделі «Гол» (Gol), «Параті» (Parati) і «Сантана», створені на шасі моделей Golf і Passat попередніх поколінь.
Мексиканська філія продовжує виробництво моделі «1,6i» типу «Жук» з 1,6-літровим двигуном на 44 к.с., а з початку 1998 року освоєно випуск принципово нового передньопривідного автомобіля «Бітл» (Beetle) на шасі моделей Golf, зовні схожого на відомого «Жука».

#### 2000-ті— 2020-ті роки

Еволюція логотипів Volkswagen

У 2000 розпочато випуск VW Sharan нового покоління; у 2001 році розпочато випуск оновленого VW Polo.
Мікроавтобуси типу Transporter 4 сходили з конвеєра до 2002 року. До цього часу було випущено 8,5 млн автомобілів VW Transporter.
У 2003 році Мексиканський філіал компанії Volkswagen припинив виробництво автомобіля VW Beetle. У тому ж році було розпочато виробництво автомобілів T5. На даний момент на базі VW T5 випускаються наступні моделі: VW Transporter, VW California, VW Caravelle і VW Multivan.
У 2002 році знятий із виробництва кабріолет VW Golf Cabriolet. У тому ж році розпочато випуск седана класу люкс VW Phaeton. Також починають випускати 5 дверний позашляховик VW Touareg.
У 2003 році розпочато випуск 5 дверного мінівена VW Touran побудованого на платформі VW Golf V і кабріолета VW New Beetle Cabrio. А також був оновлений VW Multivan який був поставлений на нову платформу T5.
У 2004 році розпочато виробництво 4-дверних мінівенів VW Caddy III і 5-дверних хетчбеків VW Polo Fun.
У 2005 році припинився випуск VW BORA. Замість нього зараз випускається VW JETTA. Також в 2005 році припинено випуск універсала VW Gol III. Замість нього випускається VW Gol IV і пікап з аналогічною назвою. У тому ж році розпочато випуск 3- і 5-дверного хетчбека VW Fox і оновлення VW Polo.
У 2005 році компанія припинила випуск VW Lupo. До кінця 2009 року Volkswagen планували представити новий автомобіль VW up який мав стати заміною VW Lupo. У тому ж році розпочато випуск VW GolfPlus. Були оновлені моделі VW New Beetle і кабріолет VW New Beatle Cabrio.
З 2006 року компанія почала випуск купе-кабріолетів VW EOS. Автомобіль має жорсткий складний дах з повноцінним люком. Дах автомобіля складається або розкладається за 25 с. Обсяг багажника — 380 літрів. Як і всі сучасні кабріолети, Eos оснащується механічним захистом пасажирів на випадок перекидання — при необхідності за пасажирами протягом 0,25 с з'являється силова штанга.
З 2007 року компанія почала випуск кросовера VW Tiguan який випускається в трьох комплектаціях: Trend & Fun, Sport & Style, Truck & Field. Також в 2007 з'явилися VW Touareg і VW Golf Variant нових поколінь. Ще оновилися дві моделі: GolfPlus і Touran, які стали називаються VW CrossGolf і VW CrossTouran відповідно.
У 2008 році розпочато виробництво 3-дверних купе VW Scirocco і 4-дверного купе VW Passat CC. Був оновлений 3- і 5-дверний хетчбек VW Golf.
У 2011 році на Франкфуртському автосалоні (IAA) було вперше представлено модель VW up. 

Відома новинка компанії, що вийшла у 2014 — Volkswagen Passat B8 2015 отримала нову решітку радіатора, інші бампери та світлотехніку з LED-елементами. Однією з особливостей моделі є те, що головна оптика розміщена в єдиному блоці з ґратами. Для Фольксваген Пассат Б8 2015 доступна лінійка силових агрегатів, що зокрема включає в себе десять бензинових і дизельних турбодвигунів потужністю від 120 до 280 к.с. Серед них — новий 2,0-літровий чотирициліндровий дизель з двома турбінами, що видає 240 сил і 500 Нм крутного моменту в піке. Завдяки ньому автомобіль може набирати 100 км/год з місця за 6,1 с., а також досягнути максимальної швидкості 240 км/год. Також вперше в лінійці з'явилася підзарядна гібридна модифікація 1.4 TSI Plug-in Hybrid.

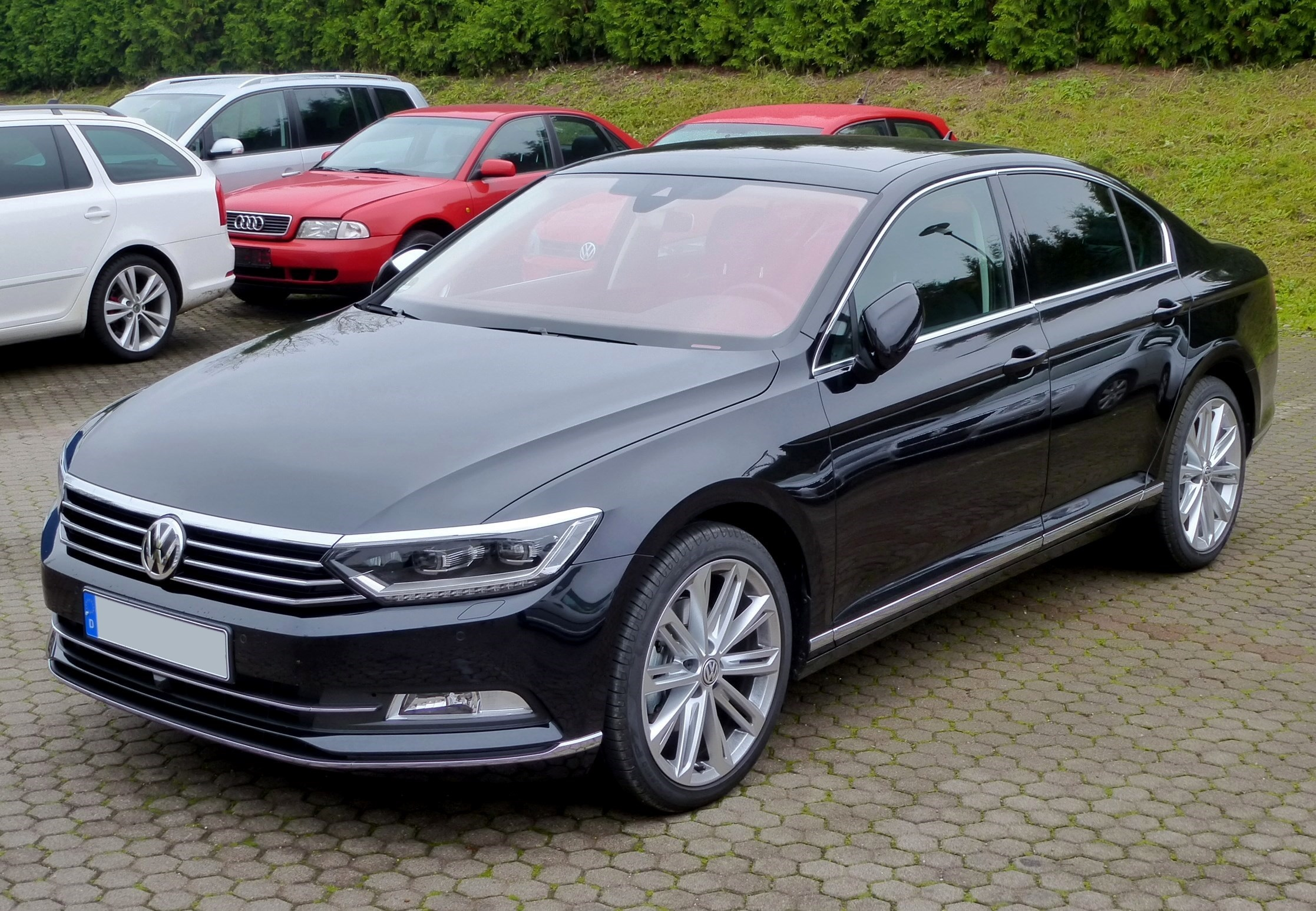
Volkswagen Passat B8

У 2017 році Volkswagen оголосив, що інвестує протягом 5 років 40 млрд дол в розробку електричних автомобілів. І до 2030 року кожна модель буде мати відповідну електричну версію.
У квітні 2018 року компанія Volkswagen представила у Франції новий повністю електричний гоночний автомобіль I.D. R Pikes Peak. Цей автомобіль був створений для участі в гонці з підйому на вершину Пайкс-Пік (Pikes Peak International Hillclimb), по одній з найскладніших гоночних трас в світі, яка веде до вершини гори, розташованої в Колорадо, США. Представники компанії Volkswagen повідомили, що автомобіль I.D. R Pikes Peak розганяється з 0 до 100 кілометрів на годину за 2.25 секунди, що ставить його в один ряд з суперкарами Bugatti та гоночними автомобілями. Вага автомобіля складає 1 134 кілограми (2 500 фунтів) і за рахунок використання систем регенеративного гальмування назад в акумулятори автомобіля буде повертатися до 20 відсотків від витраченої енергії. У підсумку електричний болід I.D. R Pikes Peak встановив новий рекорд гонки Pikes Peak International Hill Climb із часом 7 хвилин 57,148-секунд, що на цілих 16 секунд швидше за результат попереднього рекордсмена, ралійного хетчбеку Peugeot 208 T16, що утримував за собою лідерство гонки з 2013 року.

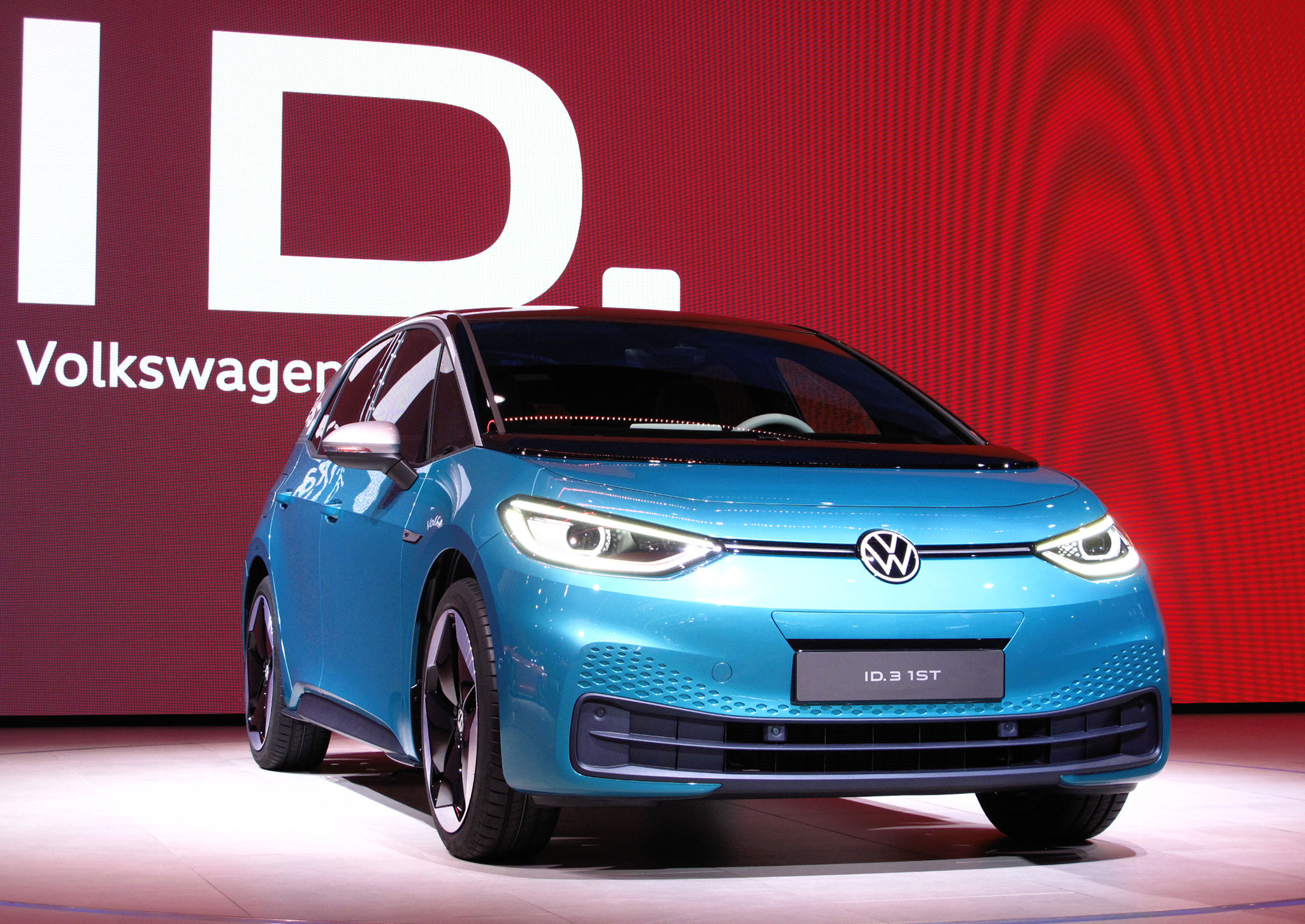
Volkswagen ID.3 на презентації у Франкфурті

9 вересня 2019 року в штаб-квартирі у Вольфсбурзі, Німеччині компанія представила свій новий офіційний логотип. В оновленому дизайні відмовилися від 3D ефекту; дизайн став мінімалістичнішим, в ньому поєдналося лише два кольори; літери «V» та «W» стали тончишими. На презентації першого в історії компанії електромобіля Volkswagen ID.3, що відбулася того ж дня у Франкфукті, було пояснено значення логотипа. Новий дизайн покликаний показати, що Volkswagen відкриває для себе нову еру автомобілебудування — еру електроавтомобілей.
|                                                                                     | Новий дизайн демонструє початок нової ери для Volkswagen. Формулюючи новий контент, представляючи нові продукти, бренд переживає фундаментальні зміни, рухаючись до майбутнього... І настав час продемонструвати нове ставлення нашого бренду всьому світу. |
| — так висловився на презентації ID.3 член ради керівників концерну Юрген Стакманн., | |

У січні 2023 р. на автошоу в Брюсселі представили оновлений електрокар Volkswagen ID.3. Хетчбек пройде оновлення та надійде у продаж найближчим часом. Його вартість — від 43995 євро. В оздобленні салону нового електрокару Volkswagen використані матеріали, отримані шляхом вторинної переробки. Також у ньому доопрацьовано віртуальний щиток приладів, проекцію на лобове скло, адаптивний круїз-контроль та паркувальний автопілот.
У травні 2023 року концерн заявив, що продав активи у РФ (ТОВ «Фольксваген Груп Рус») місцевому інвестору.
У грудні 2023 року VW оголосив, що його бренди, які продаються на північноамериканському ринку — Volkswagen, Porsche, Audi та Scout Motors — приймуть ініційований Tesla зарядний роз’єм NACS, починаючи з 2025 року. 
У червні 2024 року VW заявив, що продовжить активно розвивати свої автомобілі з двигунами внутрішнього згоряння на тлі скорочення продажів лінійки електромобілів.
У жовтні 2024 року Scout Motors оголосила, що буде продавати безпосередньо клієнтам і самостійно обслуговувати автомобілі, дотримуючись моделі, прийнятої Tesla та іншими конкурентами з електромобілів, а не використовувати дилерську мережу Volkswagen.
У грудні 2024 року працівники заводів Volkswagen у Німеччині оголосили, що збираються страйкувати через плани закрити щонайменше три заводи, звільнити тисячі працівників і скоротити зарплату на 10%.

### Сучасні

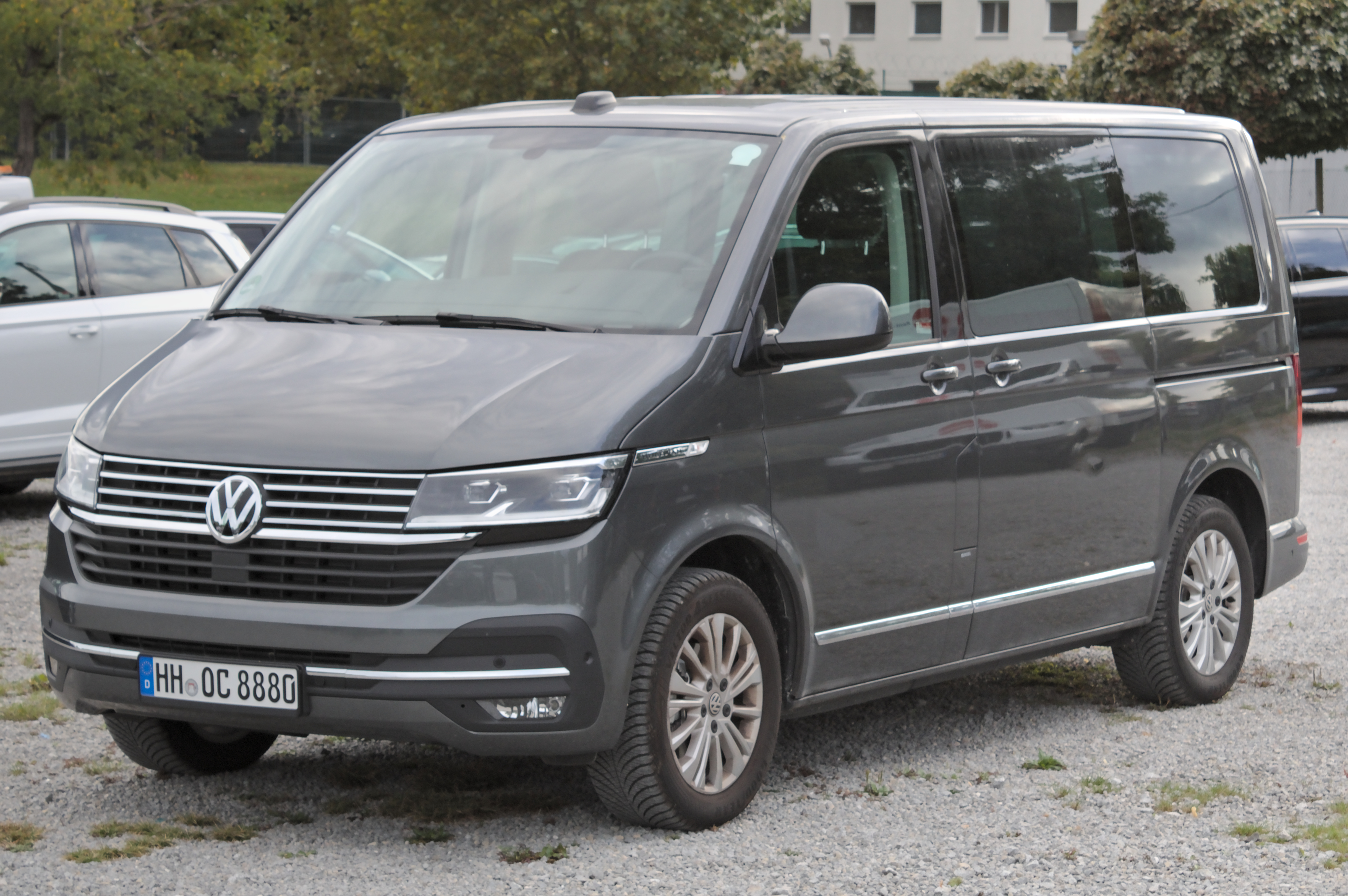
Volkswagen T 6.1 Multivan
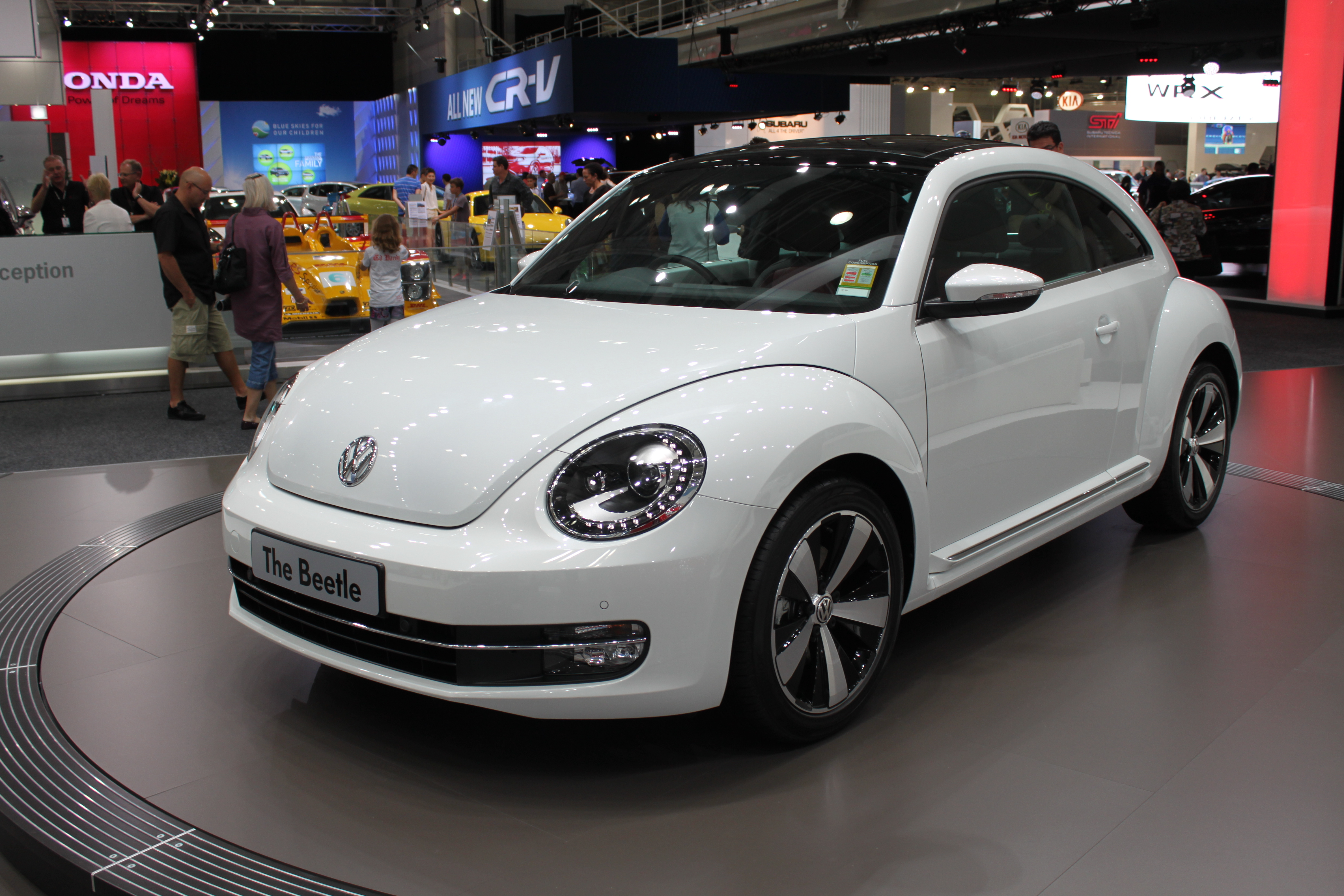
Новий Volkswagen Beetle зразка 2012 року
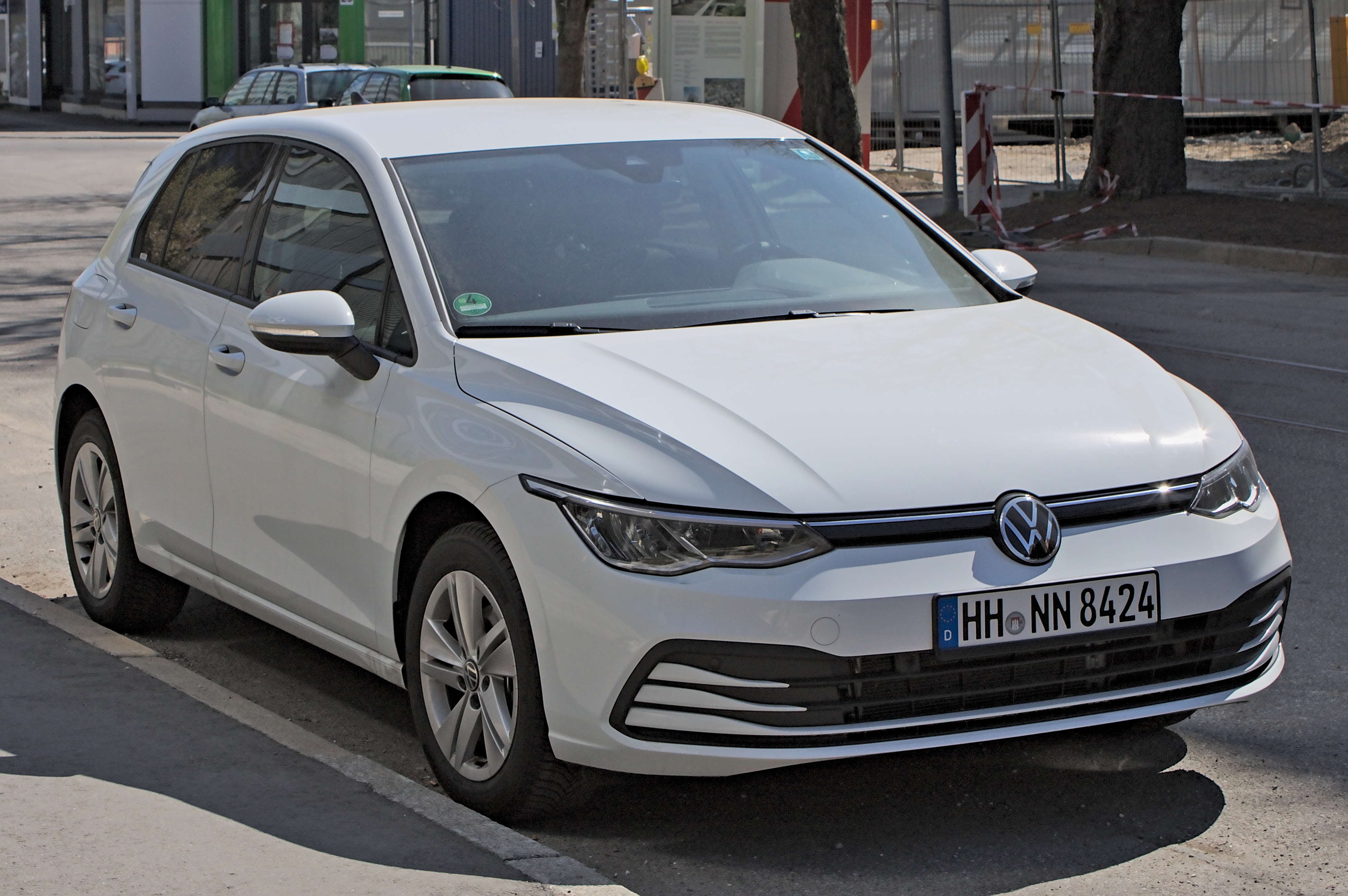
Volkswagen Golf восьмого покоління
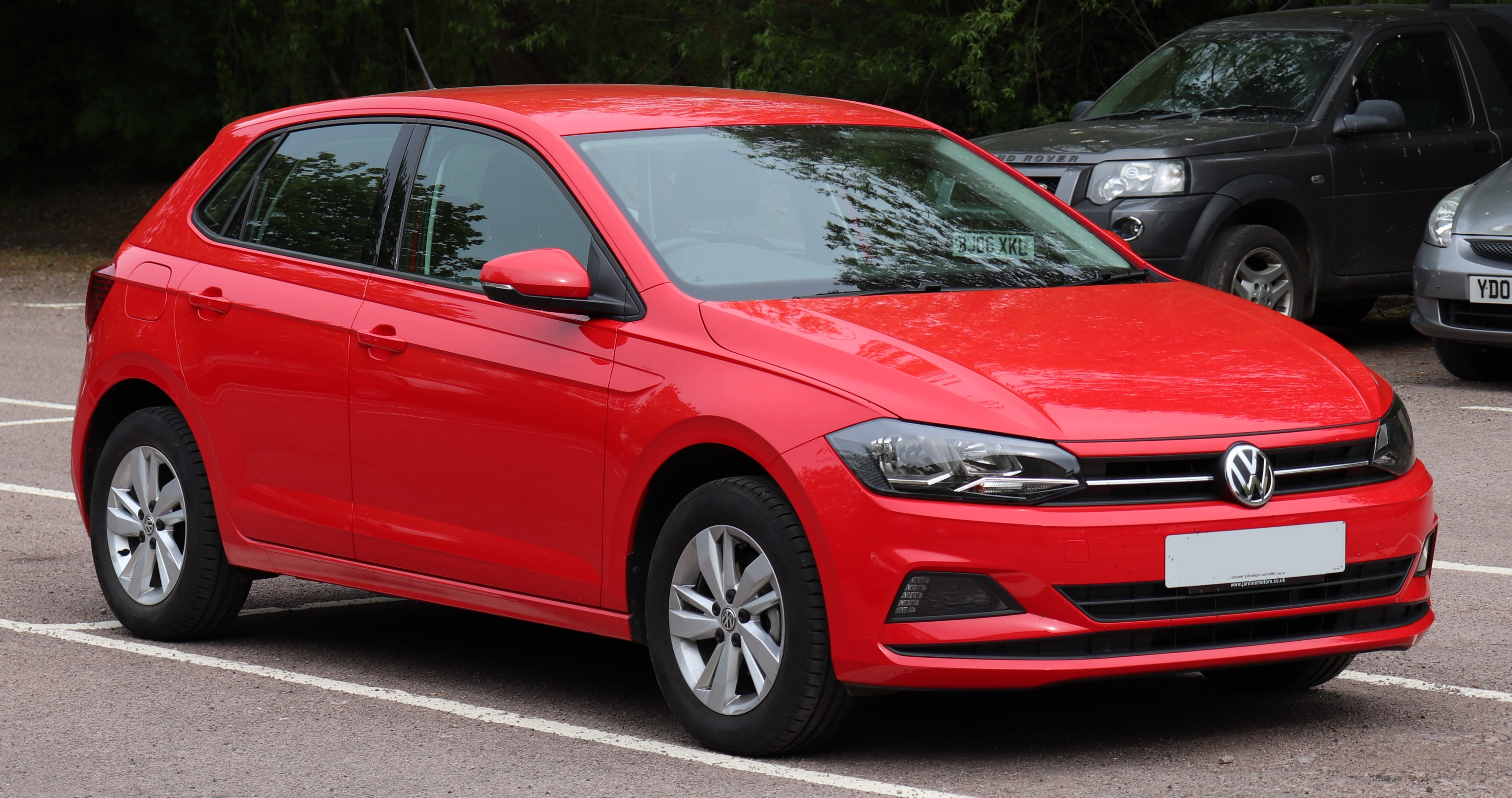
Новий Volkswagen Polo шостого покоління
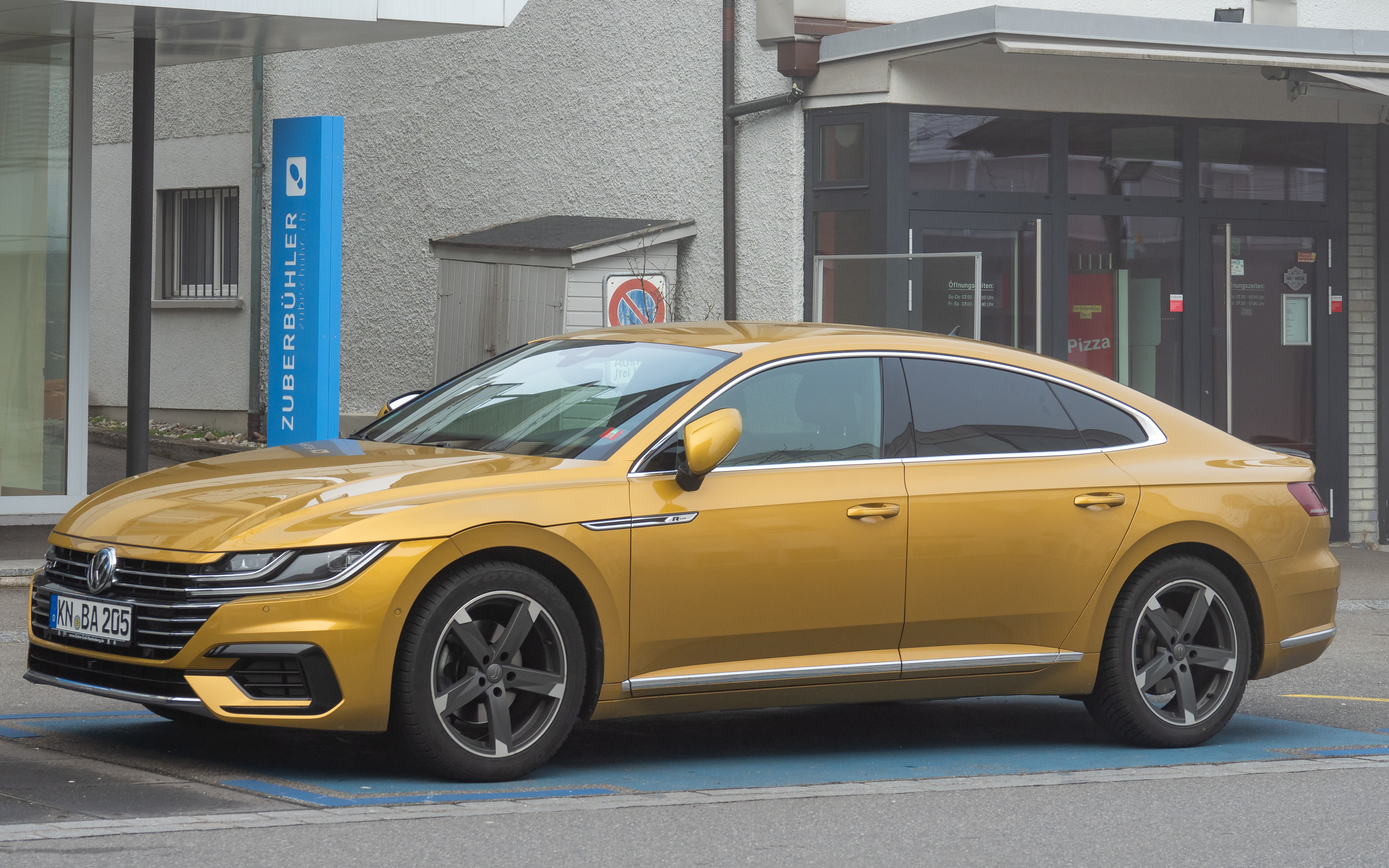
Volkswagen Arteon, наступник Passat CC
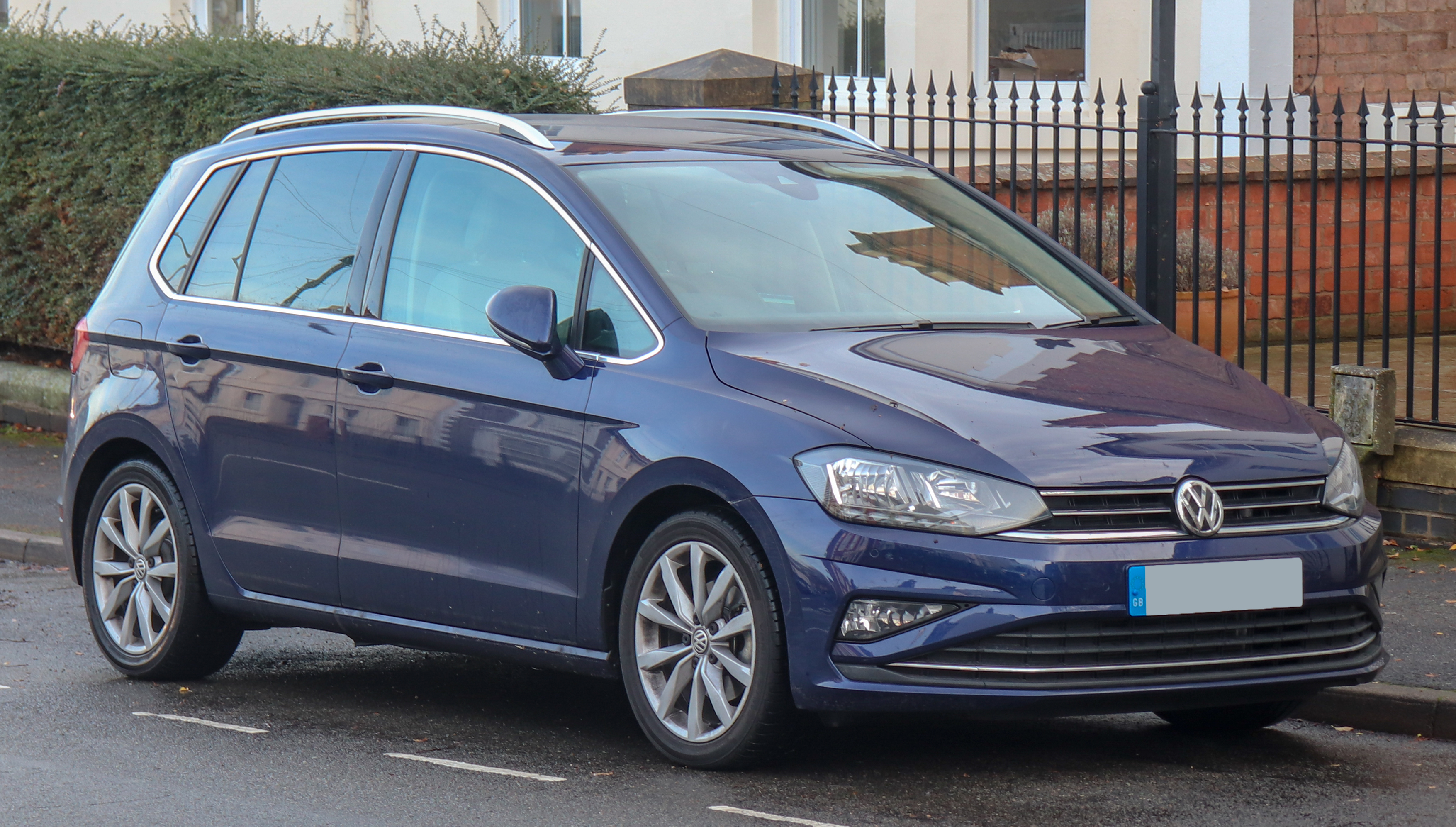
Компактвен Volkswagen Golf Sportsvan, наступник Golf Plus
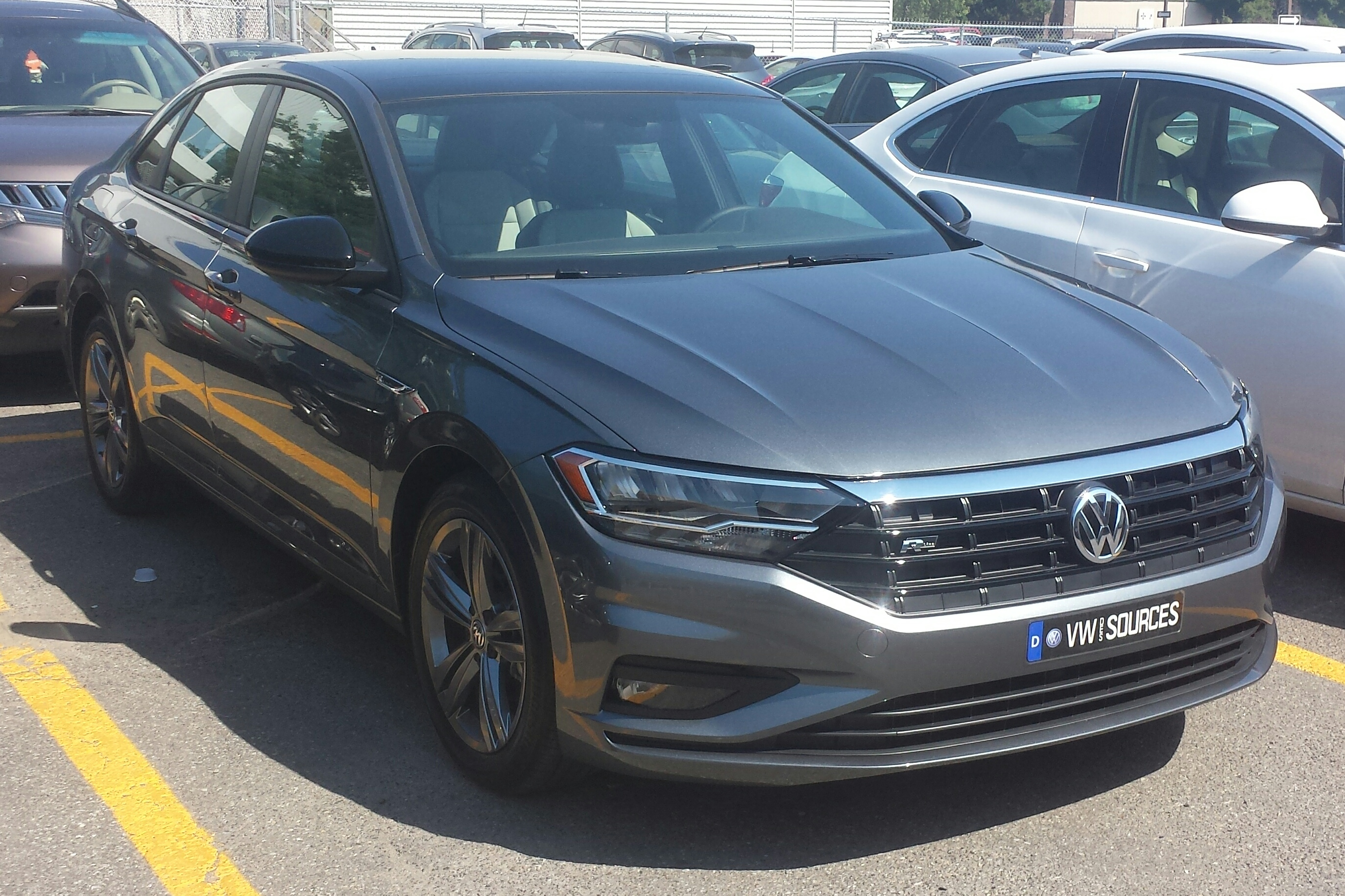
Нова Volkswagen Jetta 2019 року
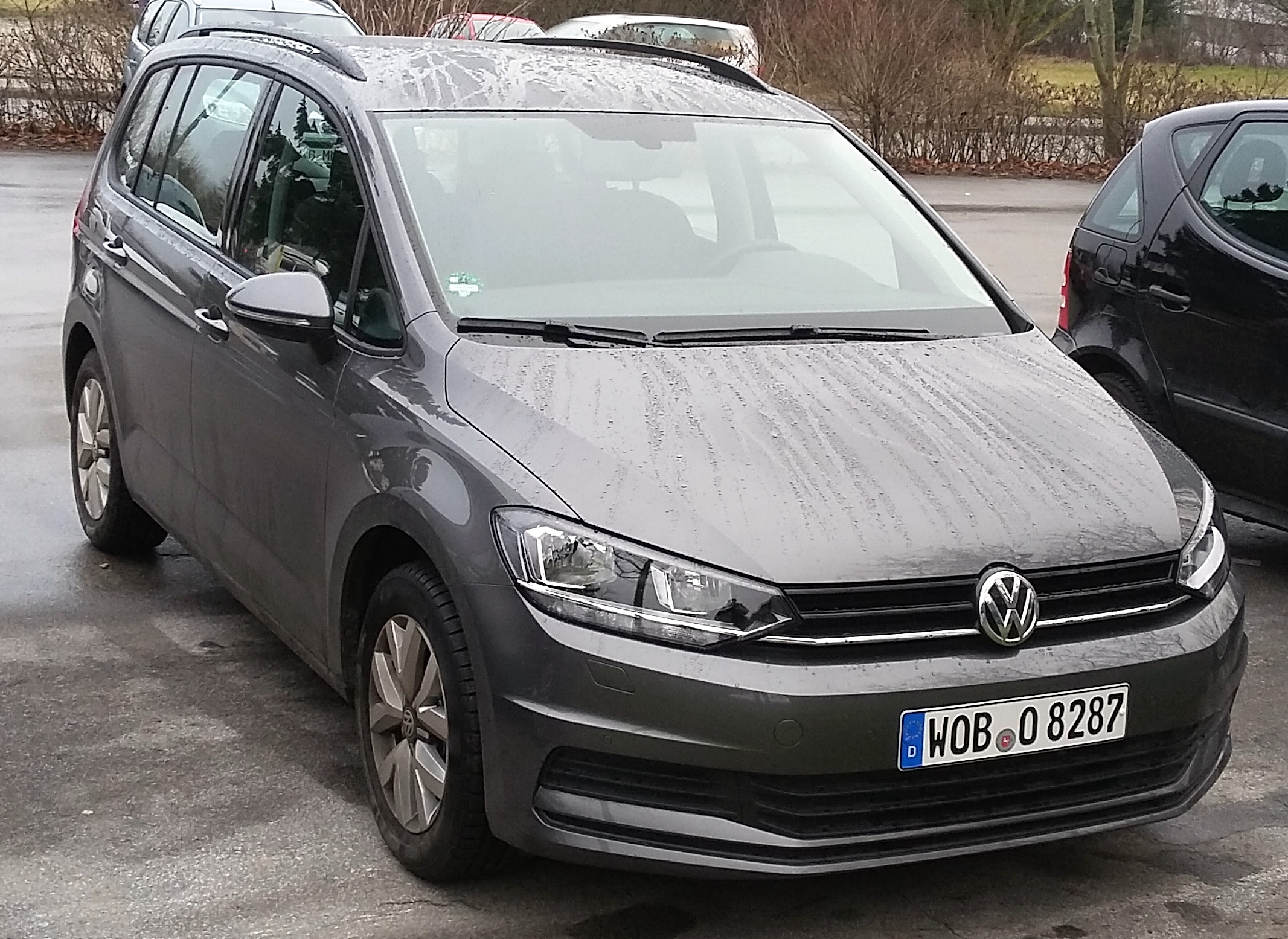
Volkswagen Touran другого покоління
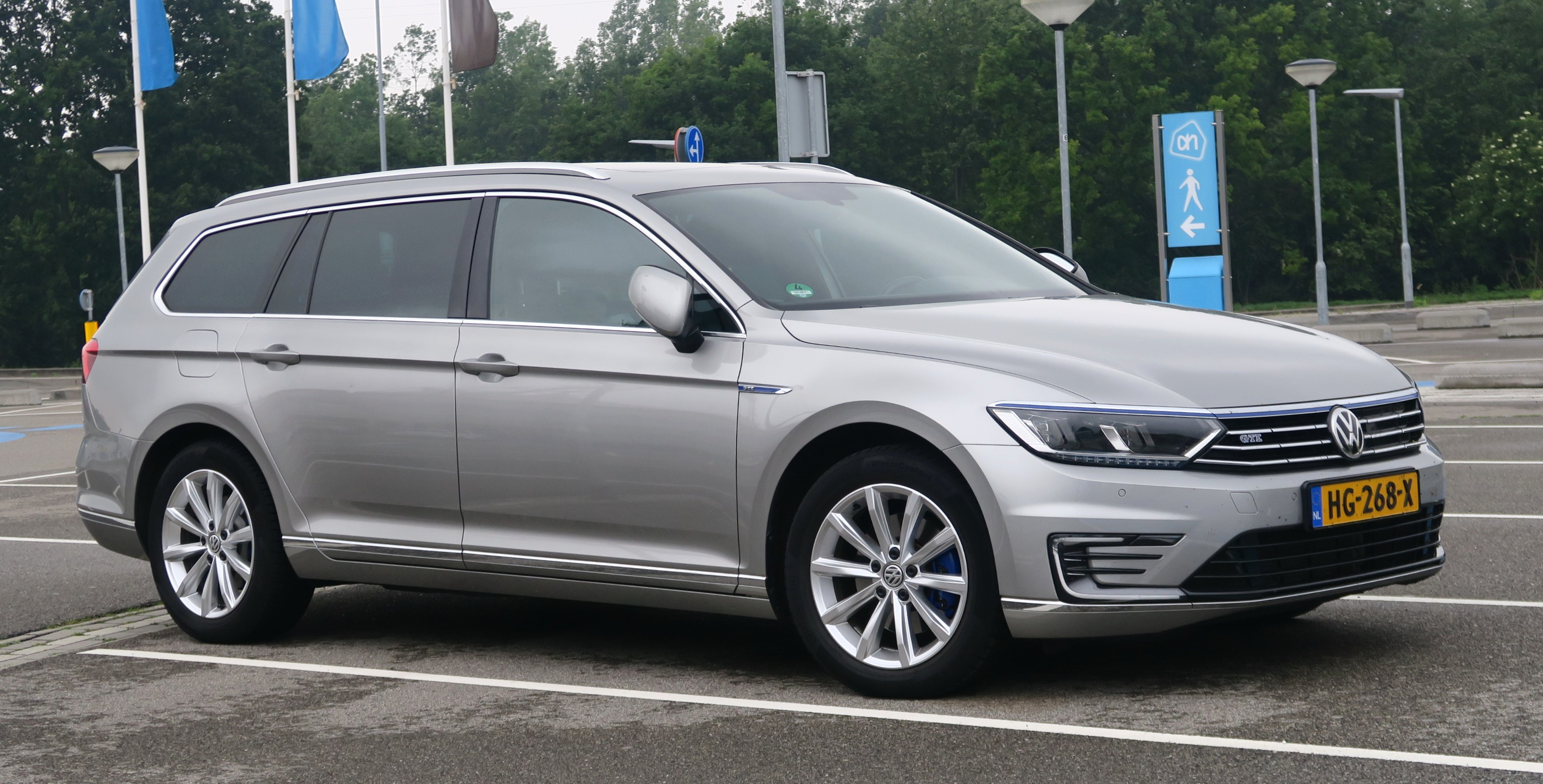
Volkswagen Passat Variant B8 рестайлінг
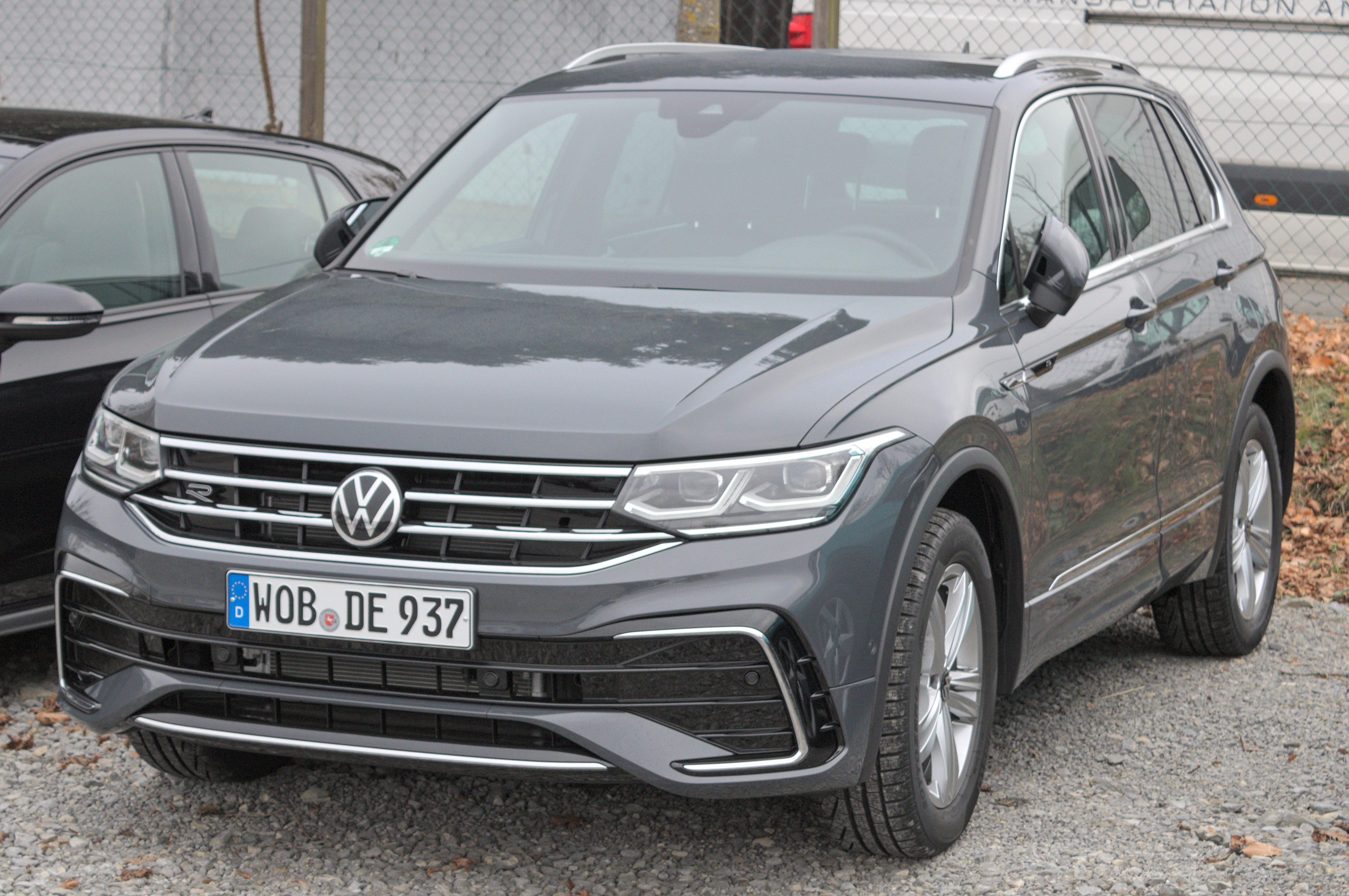
Volkswagen Tiguan другого покоління, рестайлінг
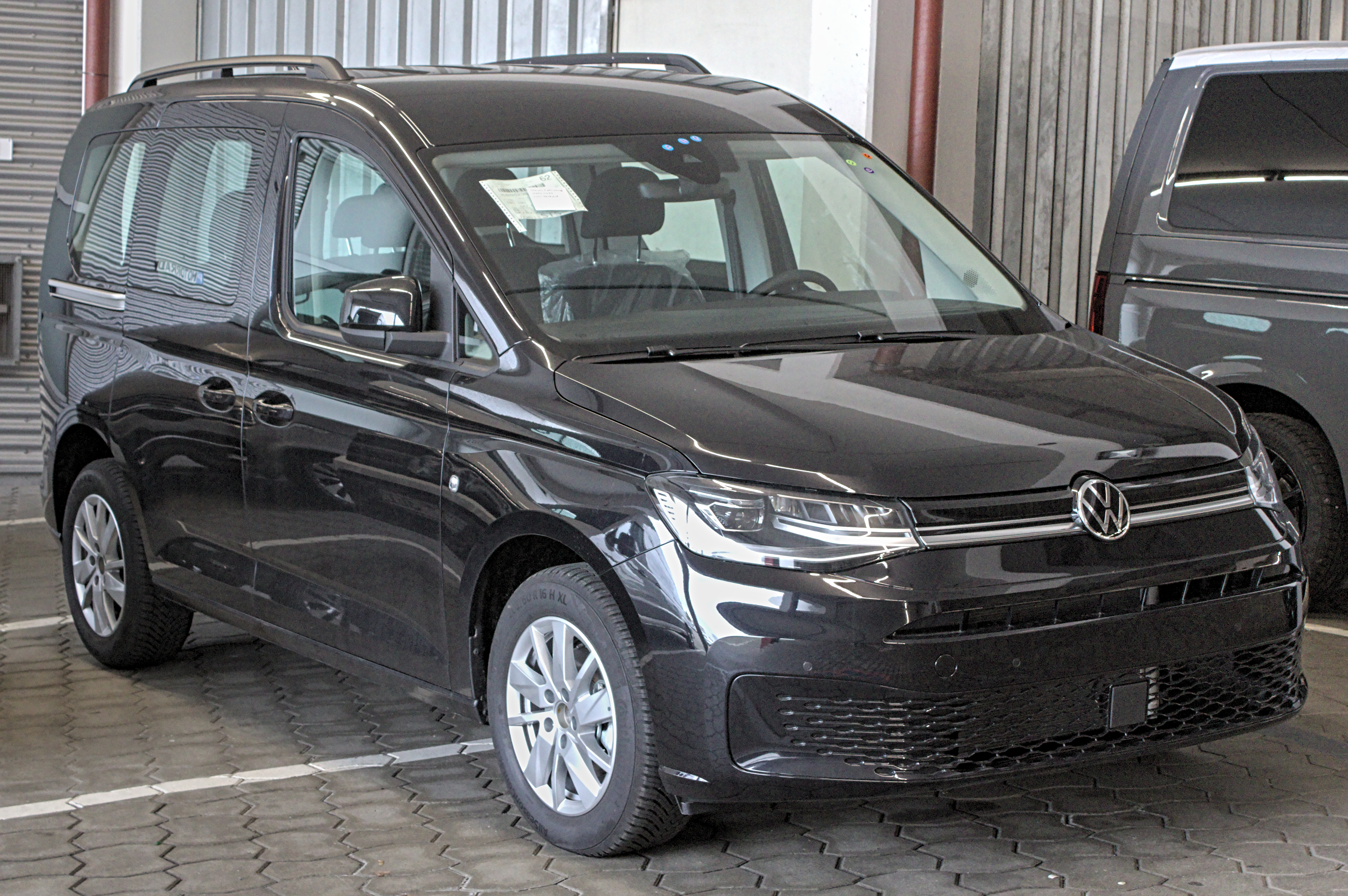
Volkswagen Caddy п'ятого покоління
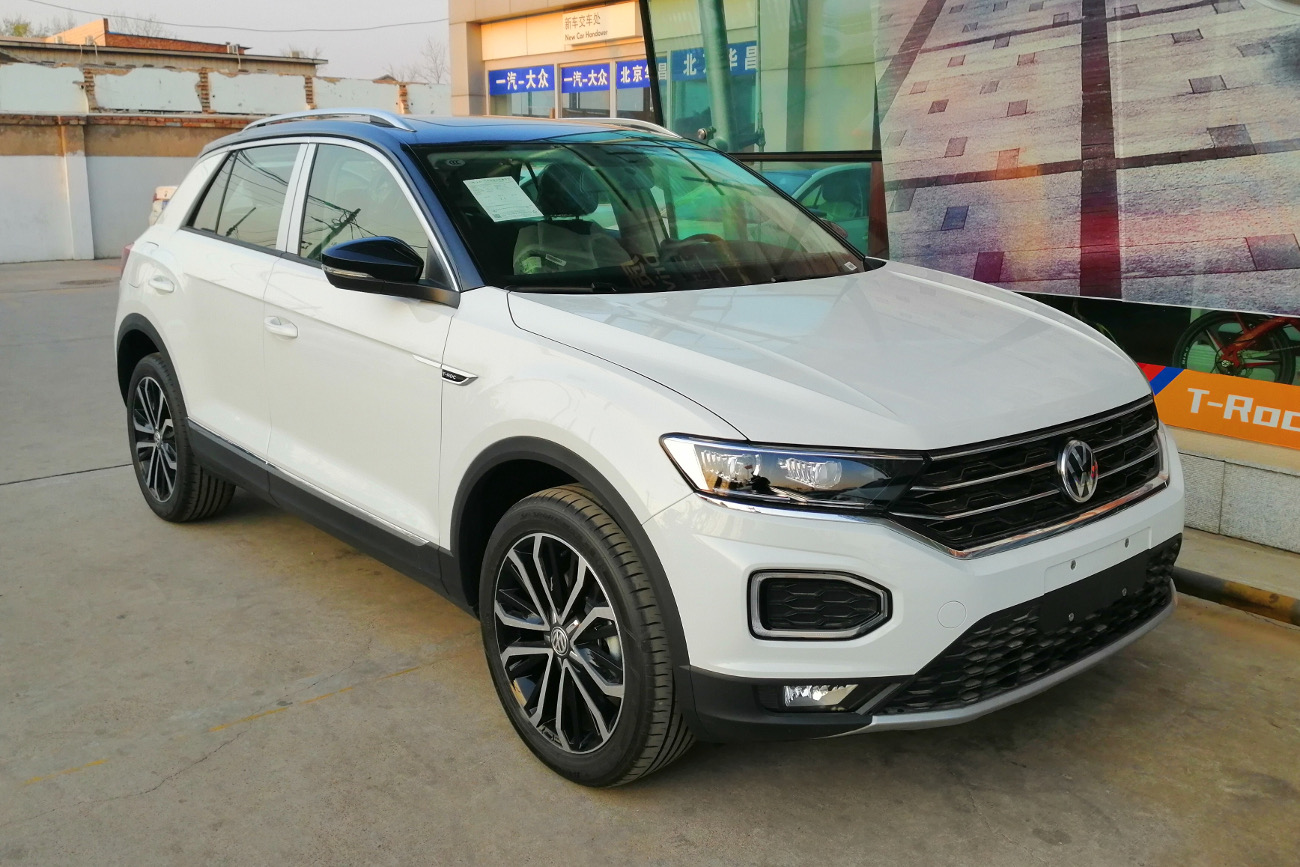
Компактний кросовер Volkswagen T-Roc
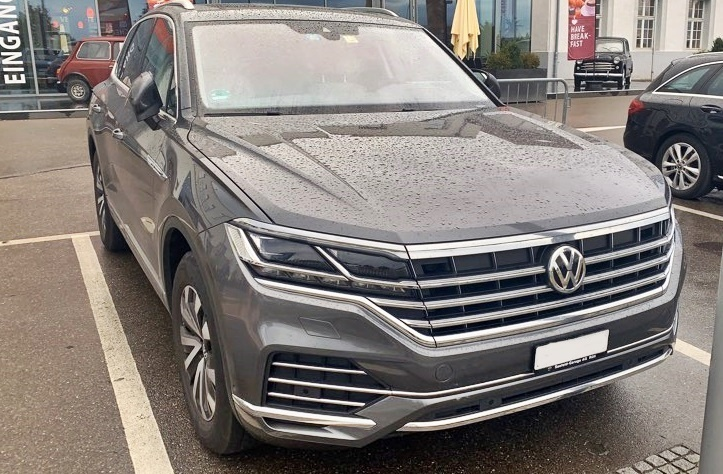
Великий кросовер Volkswagen Touareg третього покоління
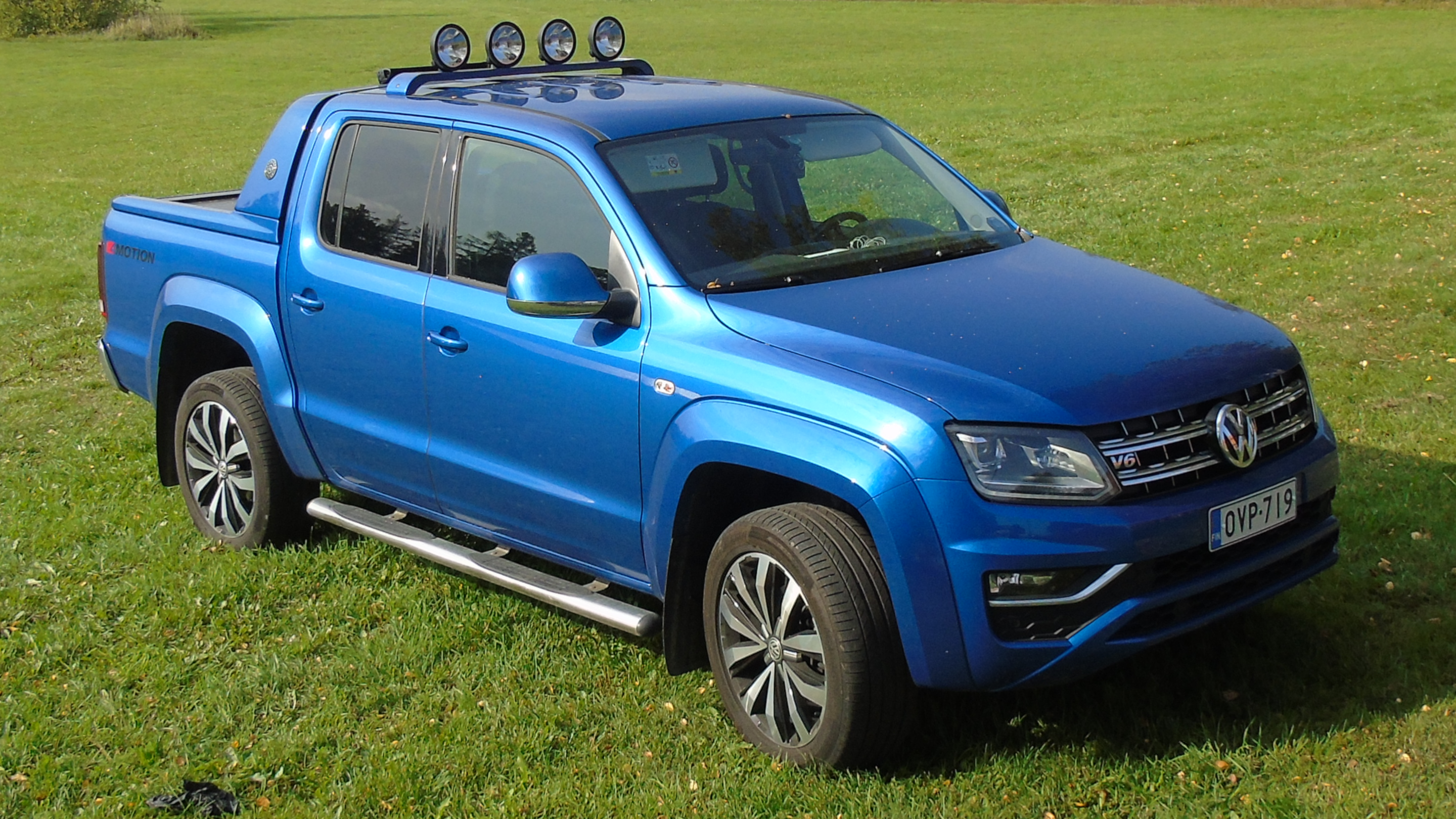
Пікап Volkswagen Amarok
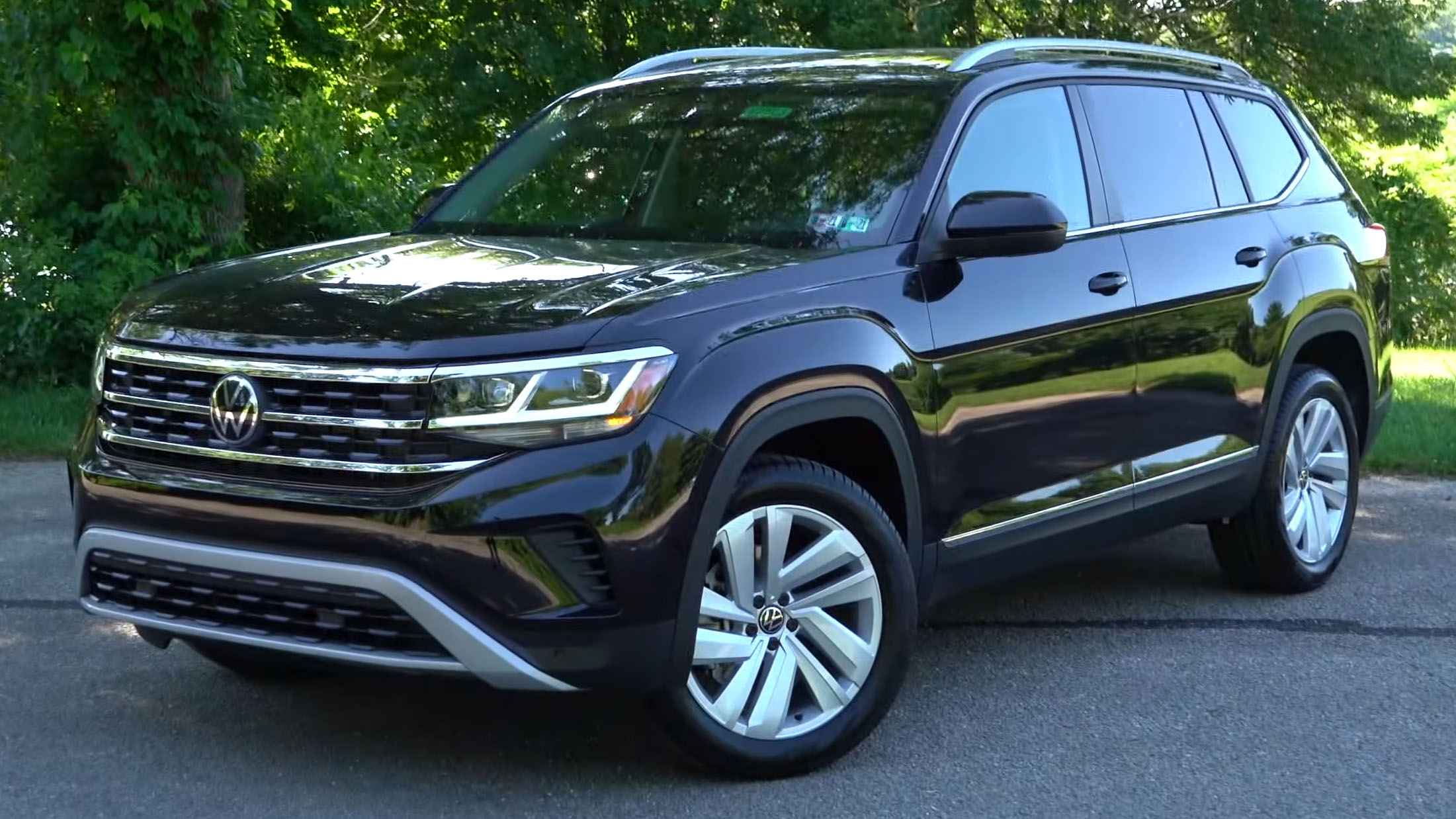
Volkswagen Atlas. Семимісний кросовер для американського ринку
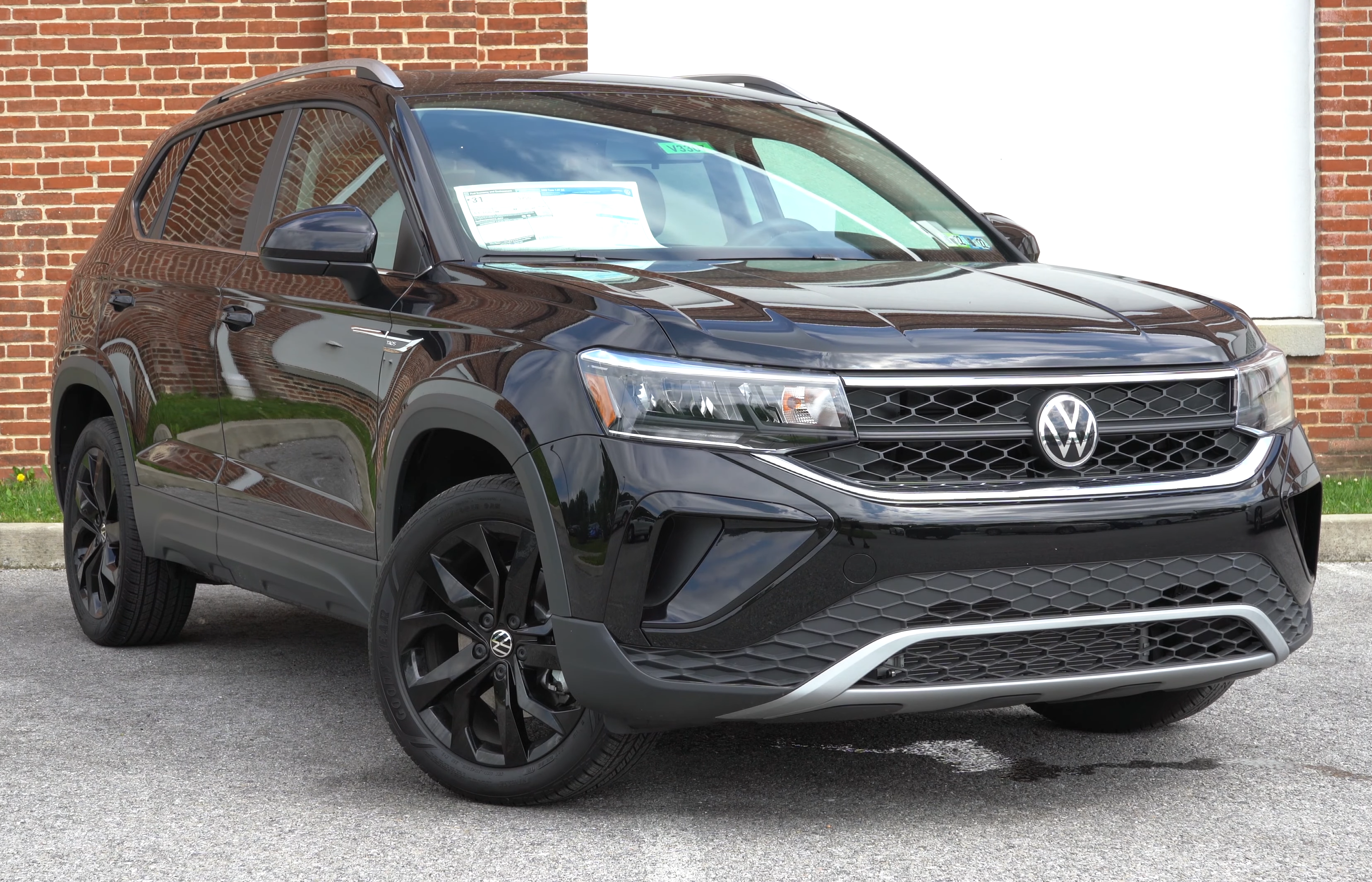
Volkswagen Taos, компактний кросовер для ринку Північної та Південної Америк
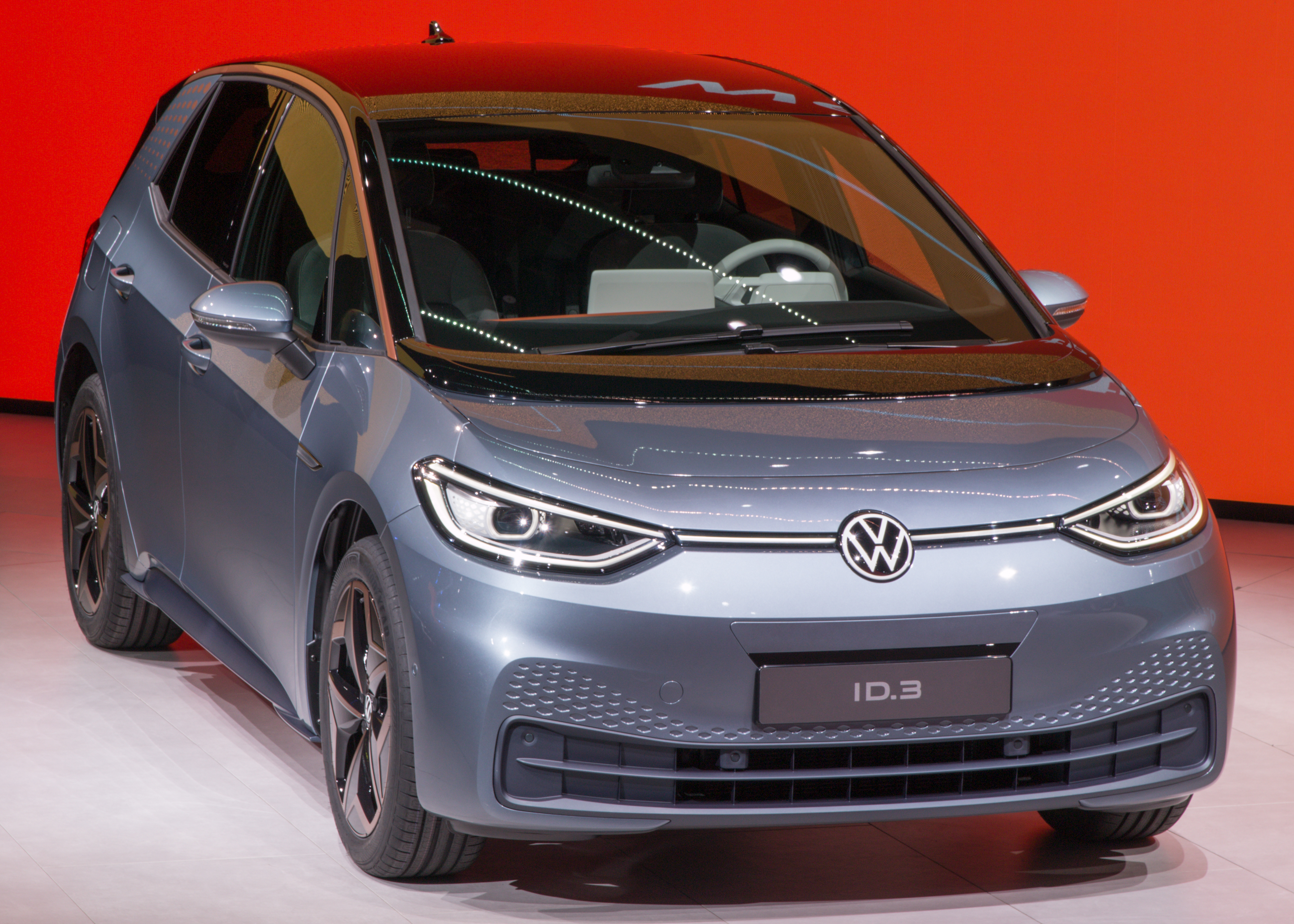
Електромобіль Volkswagen ID.3
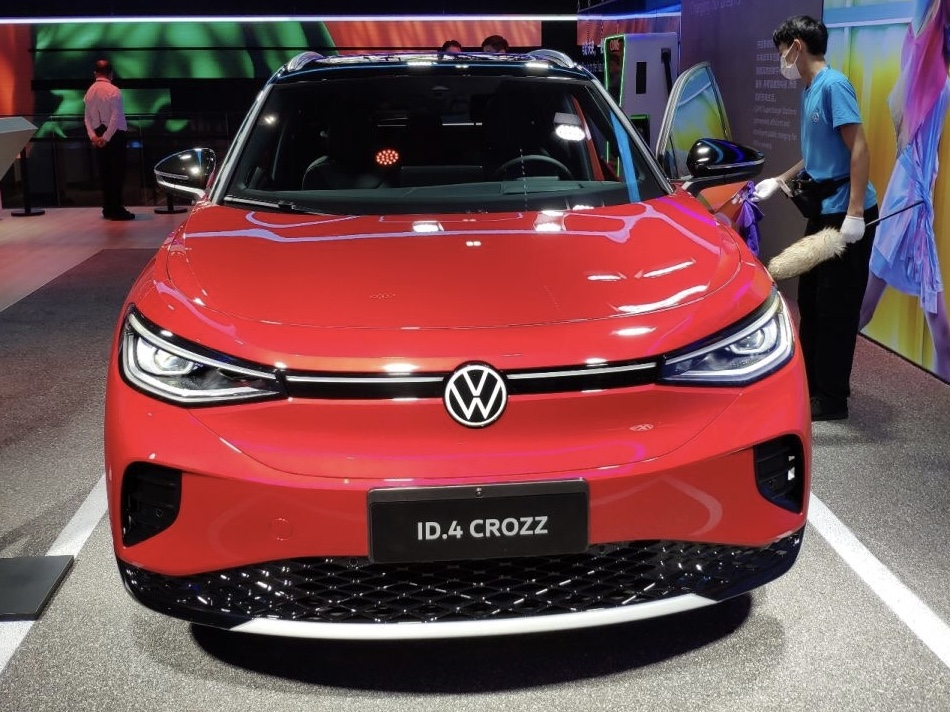
Електричний кросовер Volkswagen ID.4 Crozz, версія для китайського ринку

| Модель            | Фото | Тип          | Роки випусків | Примітки                                                                                        |
| ----------------- | ---- | ------------ | ------------- | ----------------------------------------------------------------------------------------------- |
| Volkswagen Sharan |      | Мінівен      | 1995–наш час  |                                                                                                 |
| T4                |      | Мікроавтобус | 1996–2003     |                                                                                                 |
| T5                |      | Мікроавтобус | 2003–2015     | На базі даного автомобіля нині виготовляються моделі VW California, VW Caravelle і VW Multivan. |
| Touran I          |      | Компактвен   | 2003–2015     |                                                                                                 |
| Phaeton           |      | Люкс         | 2002–2016     |                                                                                                 |
| Touareg           |      | Кросовер     | 2002–наш час  |                                                                                                 |
| Caddy III         |      | Мінівен      | 2004–2015     |                                                                                                 |

## Вихід компанії з російського ринку
Після 24 лютого 2022 року, внаслідок повномасштабного вторгнення РФ до України і в руслі санкцій проти РФ, Volkswagen після BMW і Mercedes припинив виробництво у своїх філіях в Росії — заводах в Калузі і в Нижньому Новгороді. Також припинено експорт до Росії моделей дочірньої фірми Porsche.
У березні 2023 року російський суд заморозив усі активи VW на території Росії за позовом місцевого автовиробника ГАЗ.
Отже, Volkswagen AG повністю припинив свою діяльність в Росії у зв'язку з повномасштабним вторгненням РФ до України, розірвав всі дилерські угоди з російськими партнерами й продав усі свої акції. Німецький бренд має домовленість з ТОВ "Арт-Фінанс", що є фінансовим партнером місцевого дилера "Авілон". Угода передбачає передачу всіх місцевих дочірніх компаній VW новому інвестору.

## Нагороди
За свій великий внесок в автомобілебудування Volkswagen неодноразово отримував нагороди й звання. Так для прикладу їх легендарний автомобіль Volkswagen Typ 1 (більш відомий як Beetle та Käfer, що означає «жук») зайняв 4-те місце на конкурсі «Автомобіль століття», проведеного у 1999 році. Цей конкурс визначав найвизначніші автомобілі XX століття. Поступився Volkswagen лише Ford Model T, Morris Mini та Citroën DS.

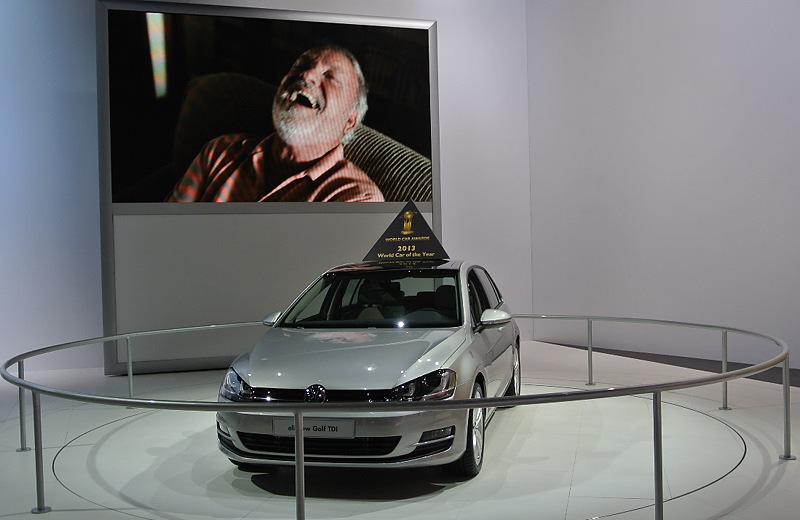
Volkswagen Golf VII під час номінації на звання «Всесвітній автомобіль року», 2013 рік

Також компанія вигравала та продовжує вигравати міжнародні щорічні конкурси.
Наступні автомобілі компанії виграли премію «Європейський автомобіль року»:
- Volkswagen Golf (1992);
- Volkswagen Polo (2010);
- Volkswagen Golf (2013);
- Volkswagen Passat (2015).

Також наступні автомобілі компанії Volkswagen вигравали премію США «Автомобіль року Motor Trend»:
- Volkswagen Golf GTI (1985);
- Volkswagen New Beetle (1999);
- Volkswagen Touareg (2004);
- Volkswagen Passat (2012);
- лінійка Volkswagen Golf (2015).

Крім цього, автомобілі компанії багато раз вигравали відносно нову міжнародну премію «Автомобіль року»:
- Volkswagen Golf VI (2009, номінація «Всесвітній автомобіль року»);[44]
- Volkswagen Polo (2010, «Всесвітній автомобіль року»);[45]
- Volkswagen up (2012, «Всесвітній автомобіль року»);[46]
- Volkswagen Golf VII (2013, «Всесвітній автомобіль року»);[47]
- Volkswagen Polo (2018, «Найкращий міський автомобіль»).[48]

## Автоспорт
Своє зацікавлення автомобільним спортом компанія почала показувати у 1966 році. Тоді вона започаткувала гоночну серію Formula Vee. Це була гонки Формули для початківців. В автомобілях учасників застосовувались технології Volkswagen Käfer. Пізніше, починаючи з 1976 року, Volkswagen проводив гоночні кубки Scirocco, Golf та Polo, де брали участь однойменні автомобілі компанії.

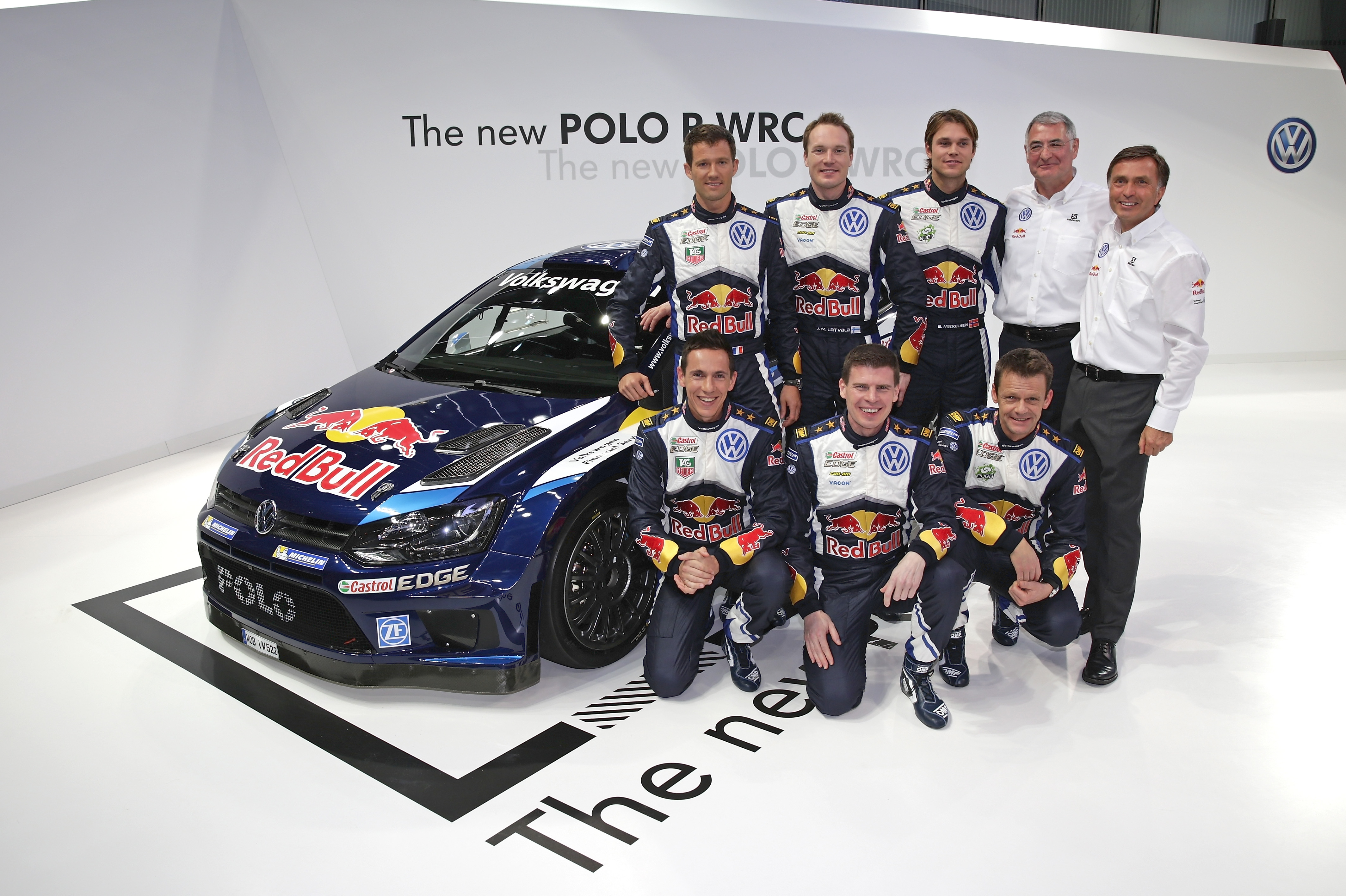
Команда Volkswagen Motorsport на Чемпіонаті світу з ралі (WRC), 2015 рік

У 1970-х роках Volkswagen починає брати участь у різних змагання з ралі. Першим з таких змагань є Чемпіонат світу з ралі (WRC). Перша гонка цього чемпіонату, у якому команда взяла участь, відбулася у 1978 році. Відновила участь компанія у 2013 році. Від тоді компанія виграла понад 40 кубків. Себастьєн Ож'є, Ярі-Матті Латвала, Адріас Міккельсен є відомими автогонщиками, які неоднаровазово приносили Volkswagen перемоги. Для цього чемпіонату використовувалися Volkswagen Golf GTI 16v (модифікація Golf II) і Volkswagen Polo R WRC (модифікація Polo). У 2016 році Volkswagen припинила участь у WRC.
Також команда Volkswagen Motorsport регулярно з 2003 року брала участь у змаганні Ралі Дакар. Компанії вдалося виграти 3 кубки поспіль у період 2009—2011 років. Видатними автогонщиками, які виграли кубки, є Карлос Сайнс, Насер Аль-Атіях і Джініель де Віллієрс.

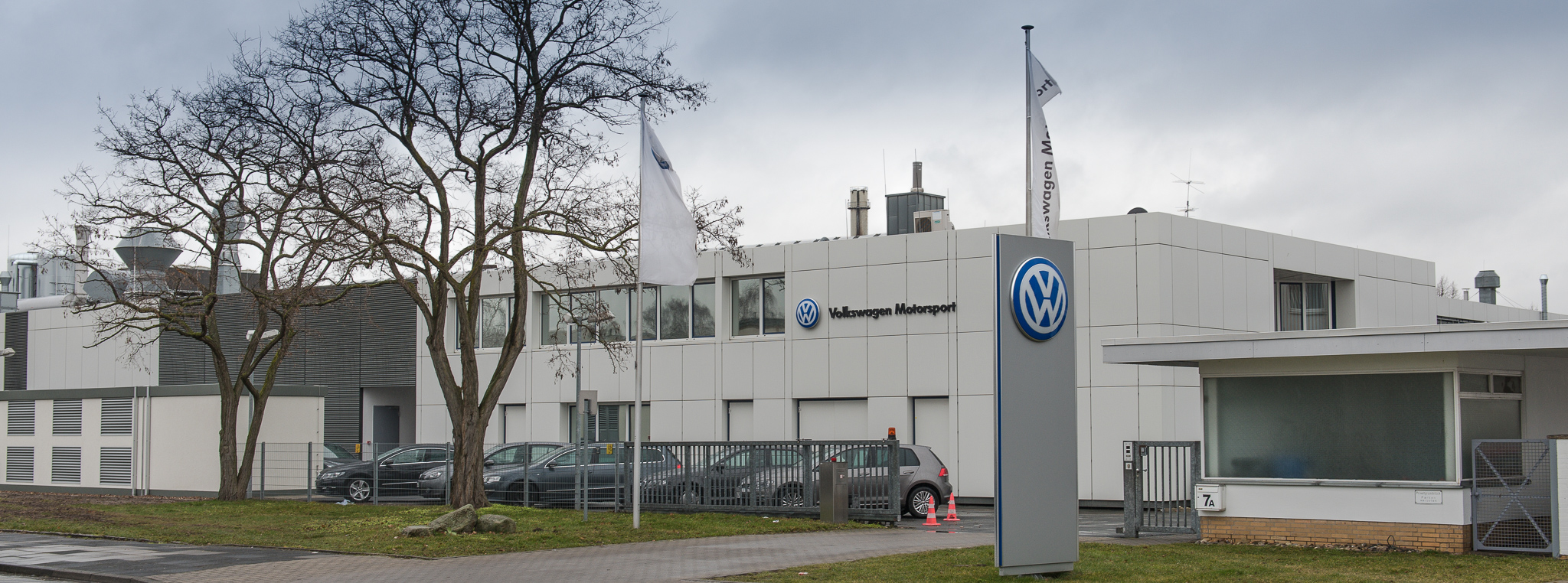
Штаб-квартира Volkswagen Motorsport у Ганновері, Німеччина

Майже весь час компанія офіційно представляється командою Volkswagen Motorsport. Штаб-квартира розташована в Ганновері, Німеччині.

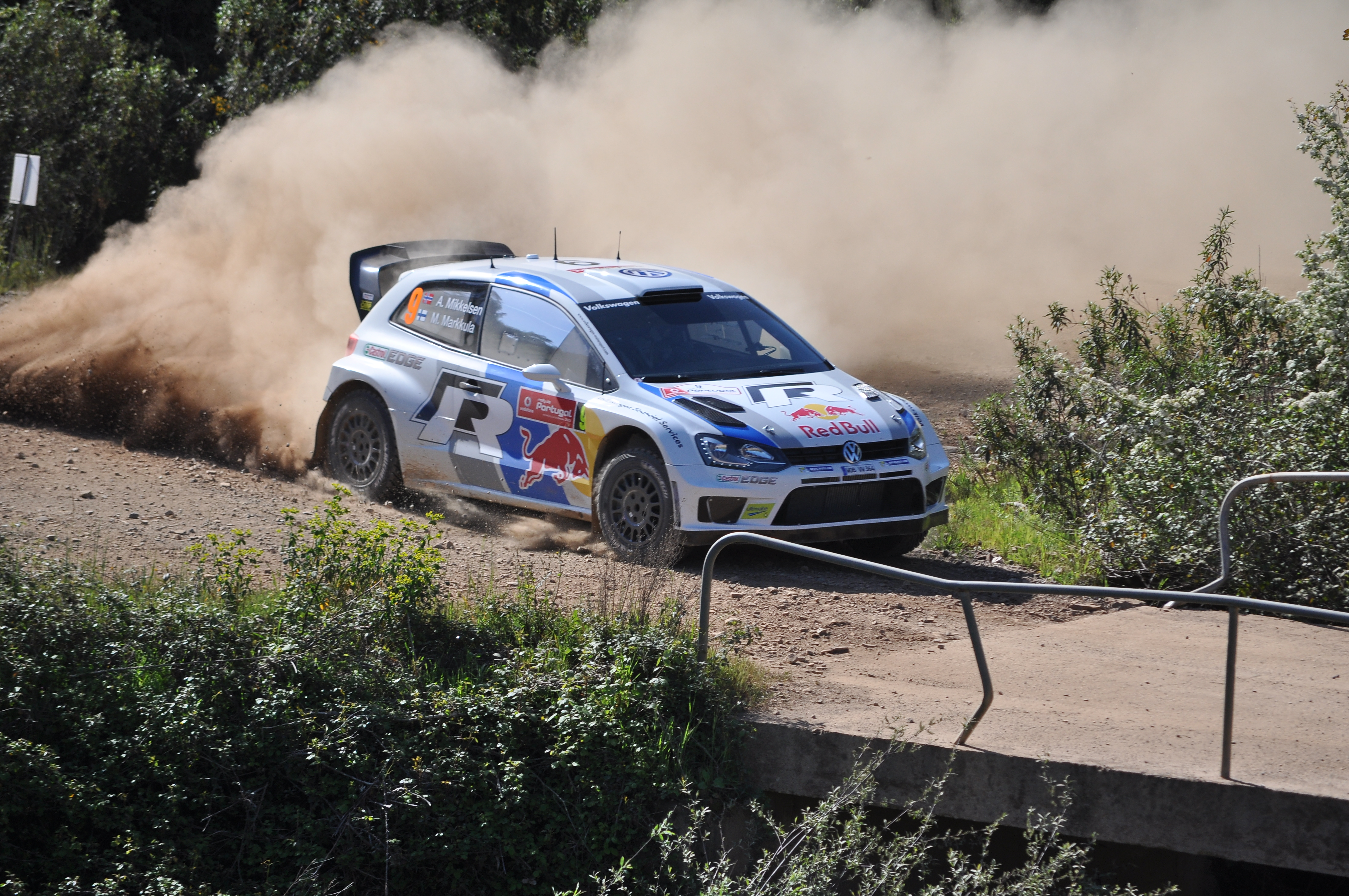
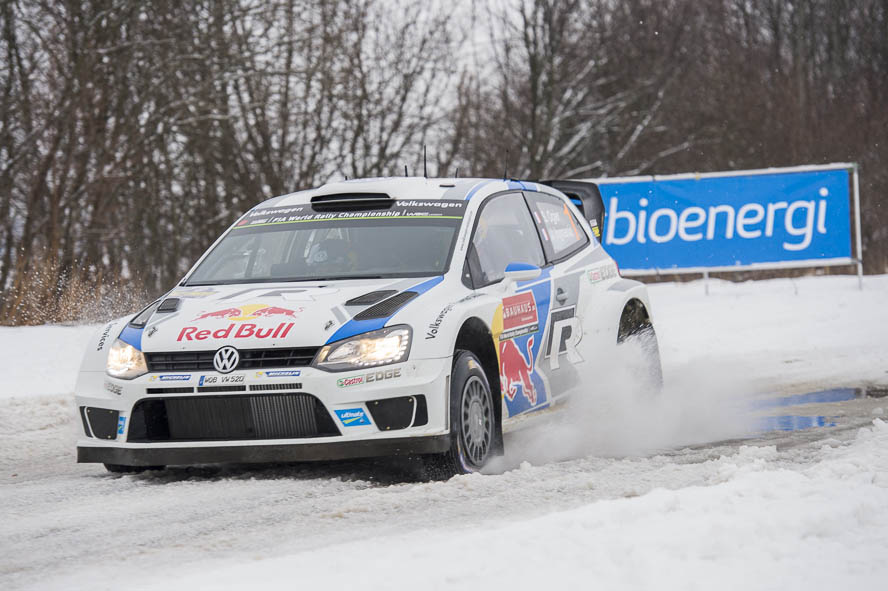
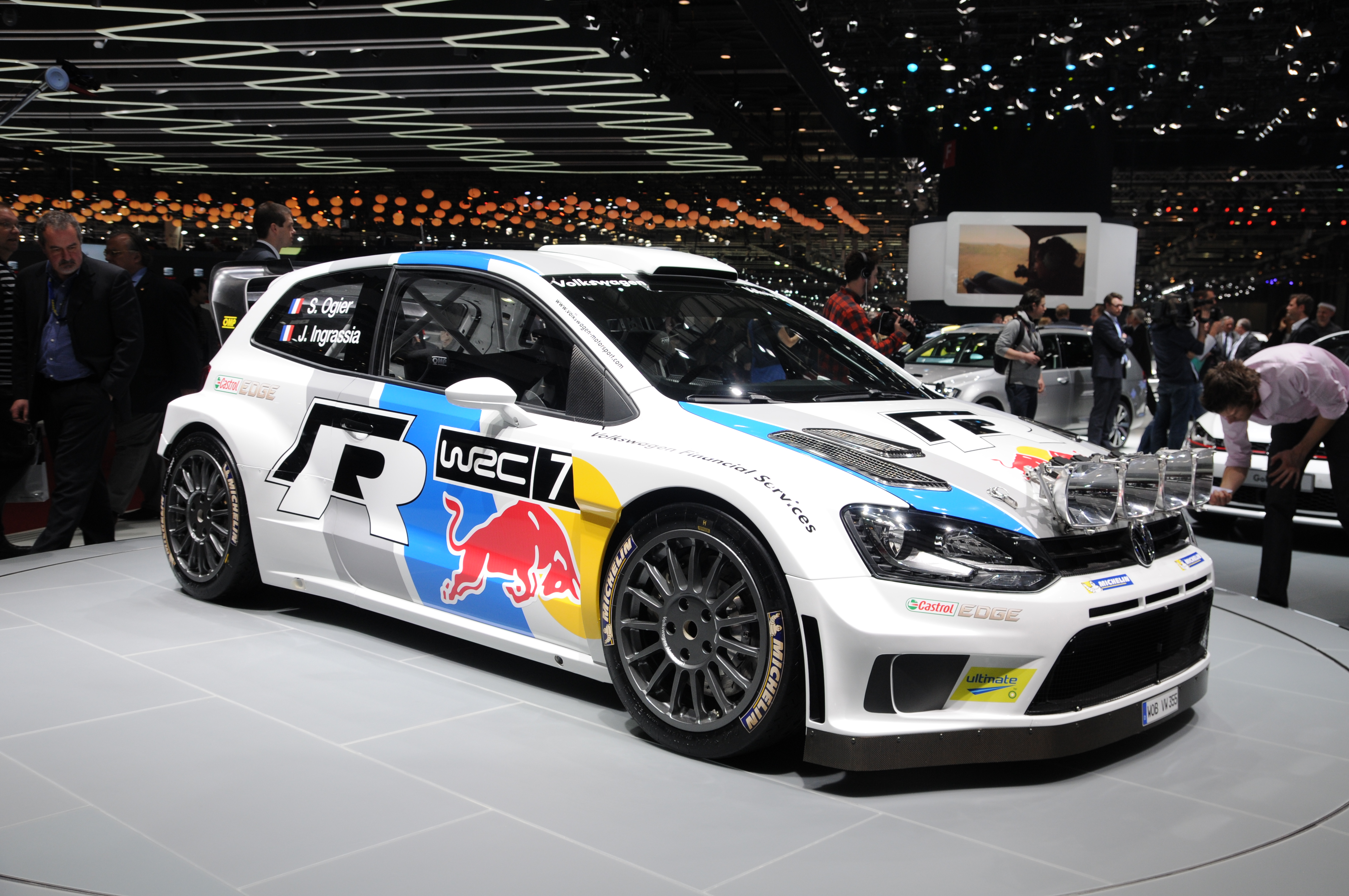
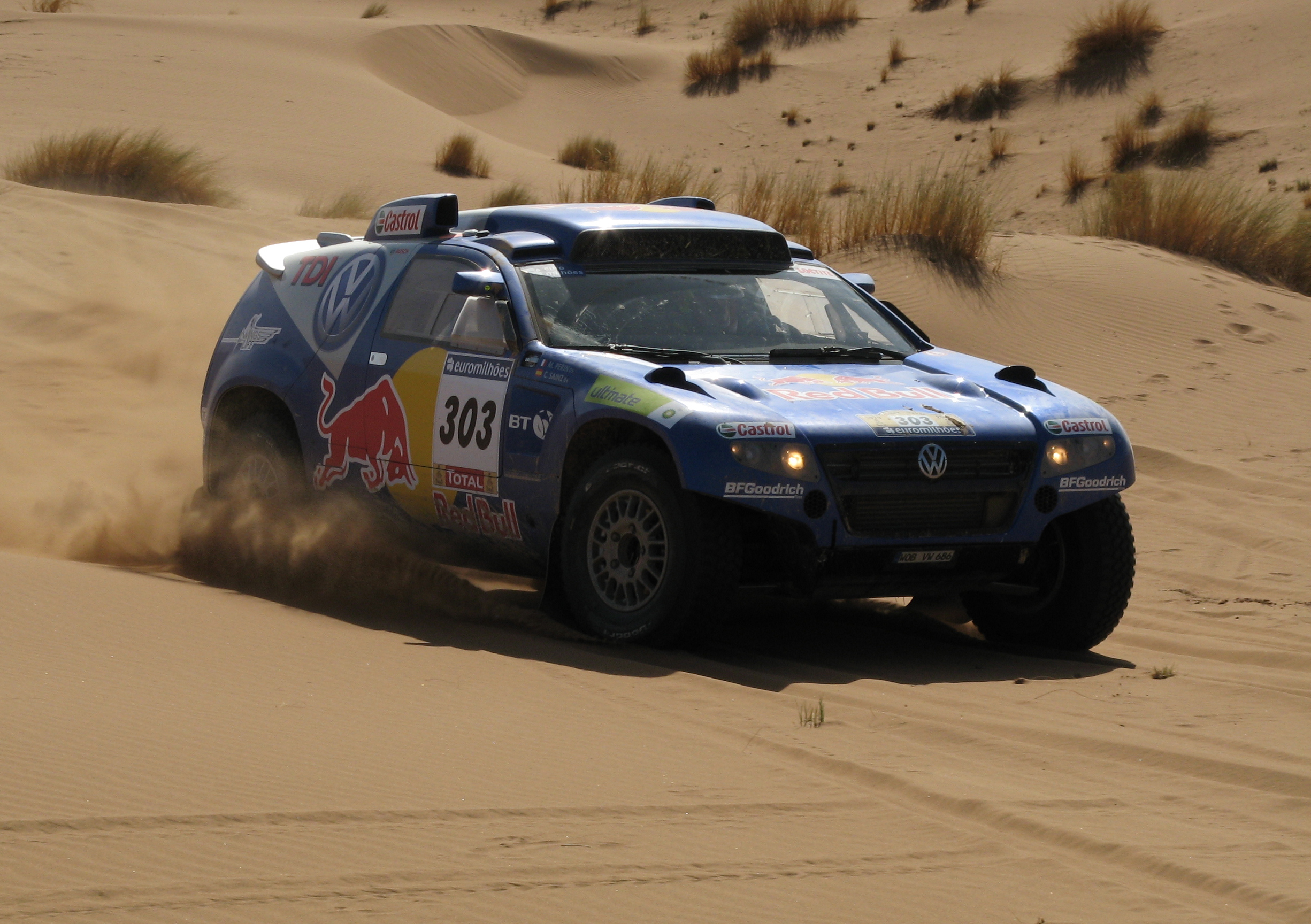
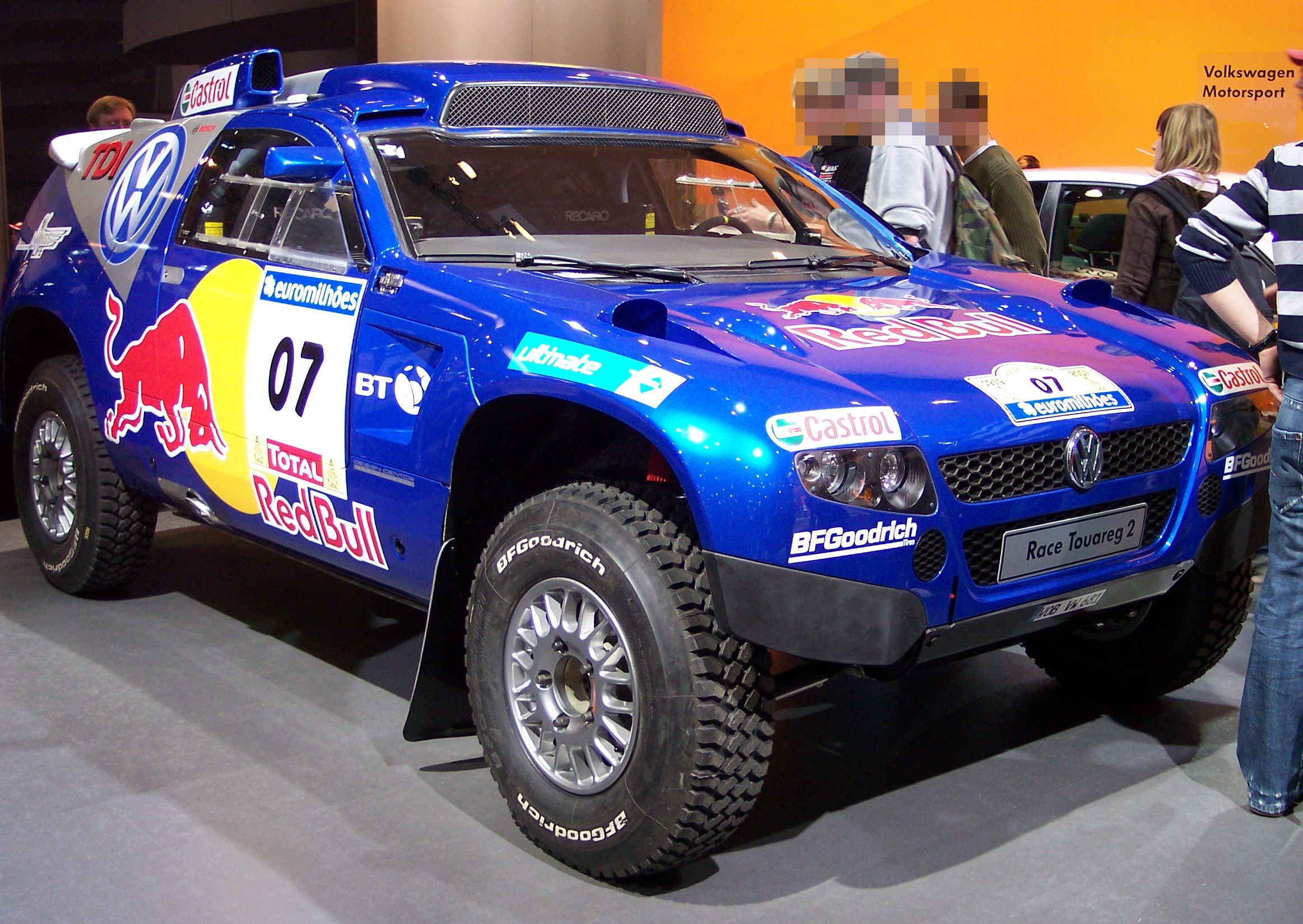

## Перспектива
Починаючи з 2010-х років, особливо після «дизельного скандалу», компанія Volkswagen робить акцент своєї діяльності на електромобілях.
Так у 2013 році на Женевському автосалоні представили перший в історії компанії електроавтомобіль Volkswagen e-Golf! — електричну версію Golf VII. У 2016 році було представлено оновлену версію, в якій показники майже вдвічі збільшились.
Того ж року компанія випустила електричний хетчбек e-up — електричну версію Volkswagen up.